# Eugène Delacroix
Ferdinand Victor Eugène Delacroix (Saint-Maurice, 26 de abril de 1798 — Paris, 13 de agosto de 1863) foi um pintor francês do Romantismo.
Delacroix é considerado o mais importante representante do romantismo francês. Na sua obra convergem a voluptuosidade de Rubens, o refinamento de Veronese, a expressividade cromática de William Turner e o sentimento patético de seu grande amigo Géricault. O pintor, que como poucos soube sublimar os sentimentos por meio da cor, escreveu: "…nem sempre a pintura precisa de um tema". E isso seria de vital importância para a pintura das primeiras vanguardas.
Em contraste com o perfeccionismo neoclássico do seu principal rival Ingres, Delacroix tomou como inspiração o estilo de Rubens e dos pintores do Renascimento veneziano, com uma consequente ênfase na cor e no movimento em vez do contorno claro e da forma cuidadosamente modelada. Os principais temas da sua maturidade artística caracterizaram-se por um conteúdo dramático e romântico e levou-o a distanciar-se dos modelos clássicos da arte grega e da arte romana, fazendo-o viajar até ao Norte de África, em busca do exótico. Amigo e herdeiro espiritual de Théodore Géricault, Delacroix inspirou-se também em Lord Byron, com quem partilhava uma forte identificação com as "forças do sublime", da natureza em acção frequentemente violenta.
No entanto, Delacroix não era movido nem pelo sentimentalismo nem pelo orgulho, e o seu romantismo era mais o de um individualista. Nas palavras de Baudelaire, "Delacroix estava apaixonadamente enamorado pela paixão, mas friamente determinado a expressá-la da forma mais clara possível." Juntamente com Ingres, Delacroix é considerado um dos últimos velhos mestres da pintura.
O seu uso de pinceladas expressivas e o seu estudo dos efeitos ópticos da cor moldaram profundamente o estilo dos impressionistas, enquanto a sua paixão pelo exótico inspirou os artistas do movimento simbolista. Um refinado litógrafo, Delacroix ilustrou várias obras de William Shakespeare, do autor escocês Walter Scott e do alemão Johann Wolfgang von Goethe. Entre as suas pinturas mais conhecidas contam-se O Massacre de Quios, A barca de Dante e A Liberdade Guiando o Povo.

## Vida e obra
Delacroix nasceu em Saint-Maurice, numa família de grande prestigio social, e seu pai chegou a ministro da república. Acreditava-se que seu pai natural teria sido na realidade o príncipe Talleyrand, seu mecenas. O fato é que Delacroix teve uma educação esmerada, que o transformou num erudito precoce: frequentou grandes colégios de Paris, teve aulas de música no Conservatório e de pintura na Escola de Belas-Artes. Também aprendeu aquarela com o professor Soulier e trabalhou no ateliê do pintor Pierre-Narcisse Guérin, onde conheceu Géricault. Visitava quase todos os dias o Louvre, para estudar as obras de Rafael Sanzio e Rubens.
Seu primeiro quadro foi A Barca de Dante — a obra deste escritor italiano foi um dos temas preferidos do romantismo. A tela lembra A Barca da Medusa, de Géricault, para quem o pintor havia posado.

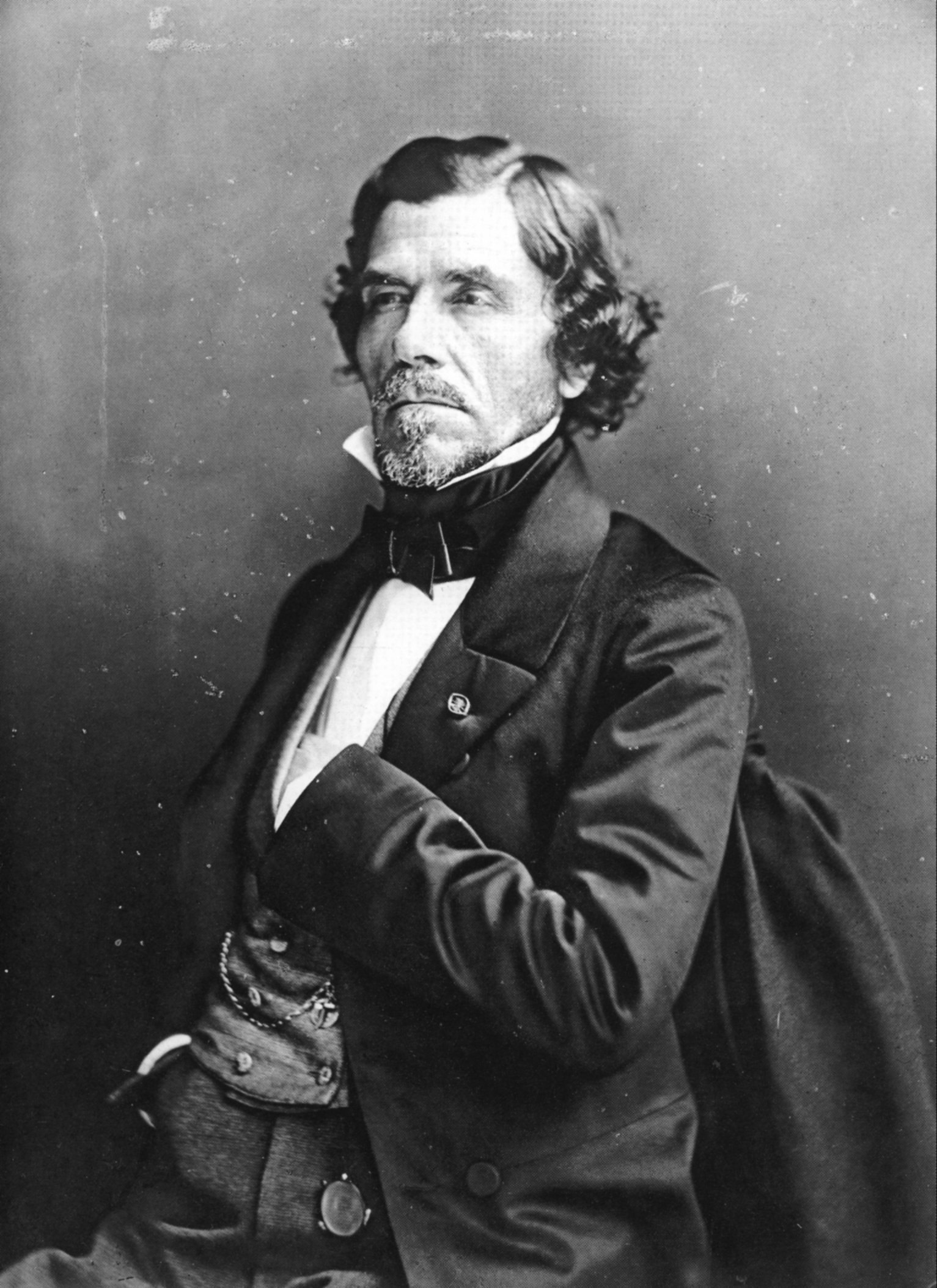
Delacroix retratado por Félix Nadar.

Algumas pessoas viram no artista um grande talento como o de Rubens e o as semelhanças de Michelangelo. Não tão apreciados da mesma maneira: O Massacre de Quio (1822), Jovem Órfã no cemitério (1824), A Morte de Sardanápalo (1827) e A Tomada de Constantinopla pelos Cruzados (1840), baseadas em temas exóticos e históricos, de composições bem mais caóticas e de uma dramaticidade e simbolismo cromático incompreensíveis para a Academia.
Delacroix se interessou também pelos temas políticos do momento. Sentindo-se um pouco culpado pela sua pouca participação nos acontecimentos do país, pintou A Liberdade Guiando o Povo (1830), um quadro que o estado adquiriu e que foi exibido poucas vezes, por ter sido considerado excessivamente panfletário. O certo é que a bandeira francesa tremulando nas mãos de uma liberdade resoluta e destemida, prestes a saltar da tela, impressionou um número grande de espectadores.
Em 1833, Delacroix foi contratado para decorar prédios públicos em Paris, tais como o palácio do rei, o palácio Bourbon em Paris, o Palácio de Luxemburgo e a biblioteca de Saint-Sulpice, também situada no Palais du Luxembourg. Nos seus últimos anos preferiu a solidão de seu ateliê.
Encontra-se sepultado no Cemitério do Père-Lachaise, Paris na França.

## Viagem ao Norte da África

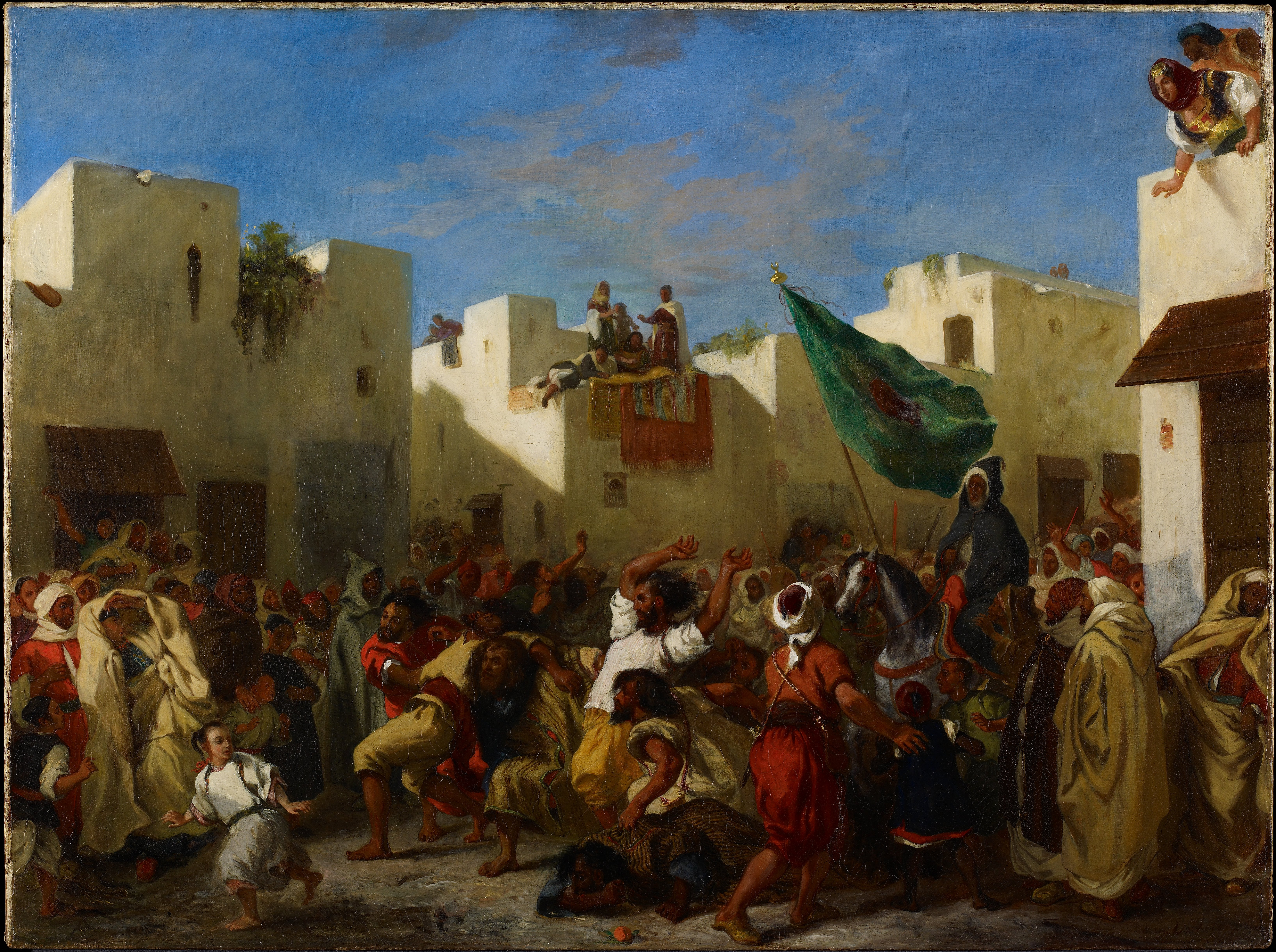
Convulsionistas de Tânger (1838), Minneapolis Institute of Art

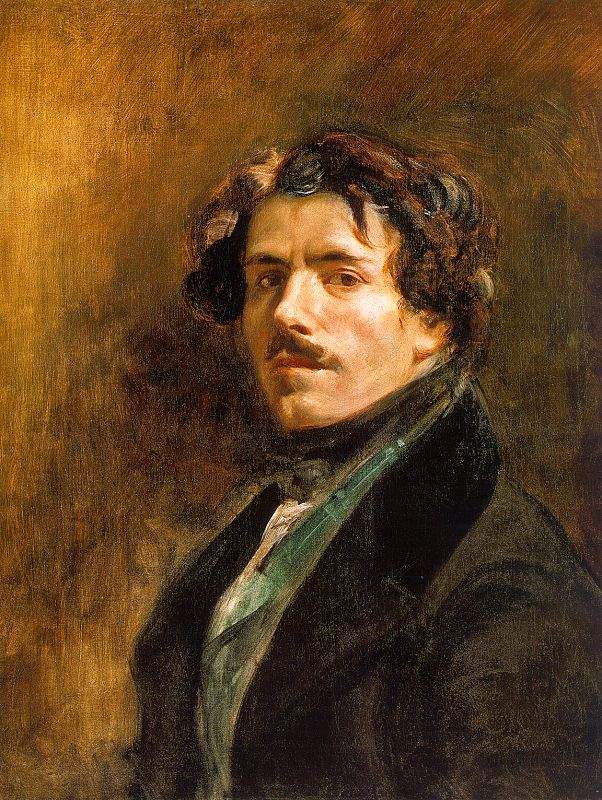
Auto-retrato, 1837. "Eugène Delacroix era uma curiosa mistura de ceticismo, polidez, dandismo, força de vontade, inteligência, despotismo e, finalmente, uma espécie de bondade e ternura especiais que sempre acompanha o gênio".

Em 1832, Delacroix viajou à Espanha e ao Norte da África na companhia do diplomata Charles-Edgar de Mornay, como parte de uma missão diplomática ao Marrocos logo após a conquista da Argélia pelos franceses. Ele não foi principalmente para estudar arte, mas para escapar da civilização de Paris, na esperança de ver uma cultura mais "primitiva". Ele eventualmente produziu mais de 100 pinturas e desenhos de cenas baseadas na vida das pessoas do Norte da África, e acrescentou um capítulo novo e pessoal ao interesse pelo Orientalismo. Delacroix ficou fascinado com as pessoas e suas roupas, e a viagem informaria o assunto de muitas de suas futuras pinturas. Ele acreditava que os norte-africanos, em seus trajes e atitudes, forneciam um equivalente visual ao povo da Roma clássica e da Grécia:
Os gregos e os romanos estão aqui à minha porta, os árabes que se enrolam numa manta branca e parecem Catão ou Brutus...
Ele conseguiu esboçar algumas mulheres secretamente em Argel, como no quadro Mulheres de Argel em seu apartamento (1834), mas geralmente encontrava dificuldade em encontrar mulheres muçulmanas para posar para ele. Menos problemática foi a pintura de mulheres judias no norte da África, como temas para o casamento judaico no Marrocos (1837–1841).
Em Tânger, Delacroix fez muitos esboços do povo e da cidade, temas aos quais voltaria até o fim da vida. Animais - a personificação da paixão romântica - foram incorporados a pinturas como Cavalos Árabes Lutando em um Estábulo (1860), A Caça ao Leão (da qual existem muitas versões, pintadas entre 1856 e 1861) e Árabe Selando seu Cavalo (1855).

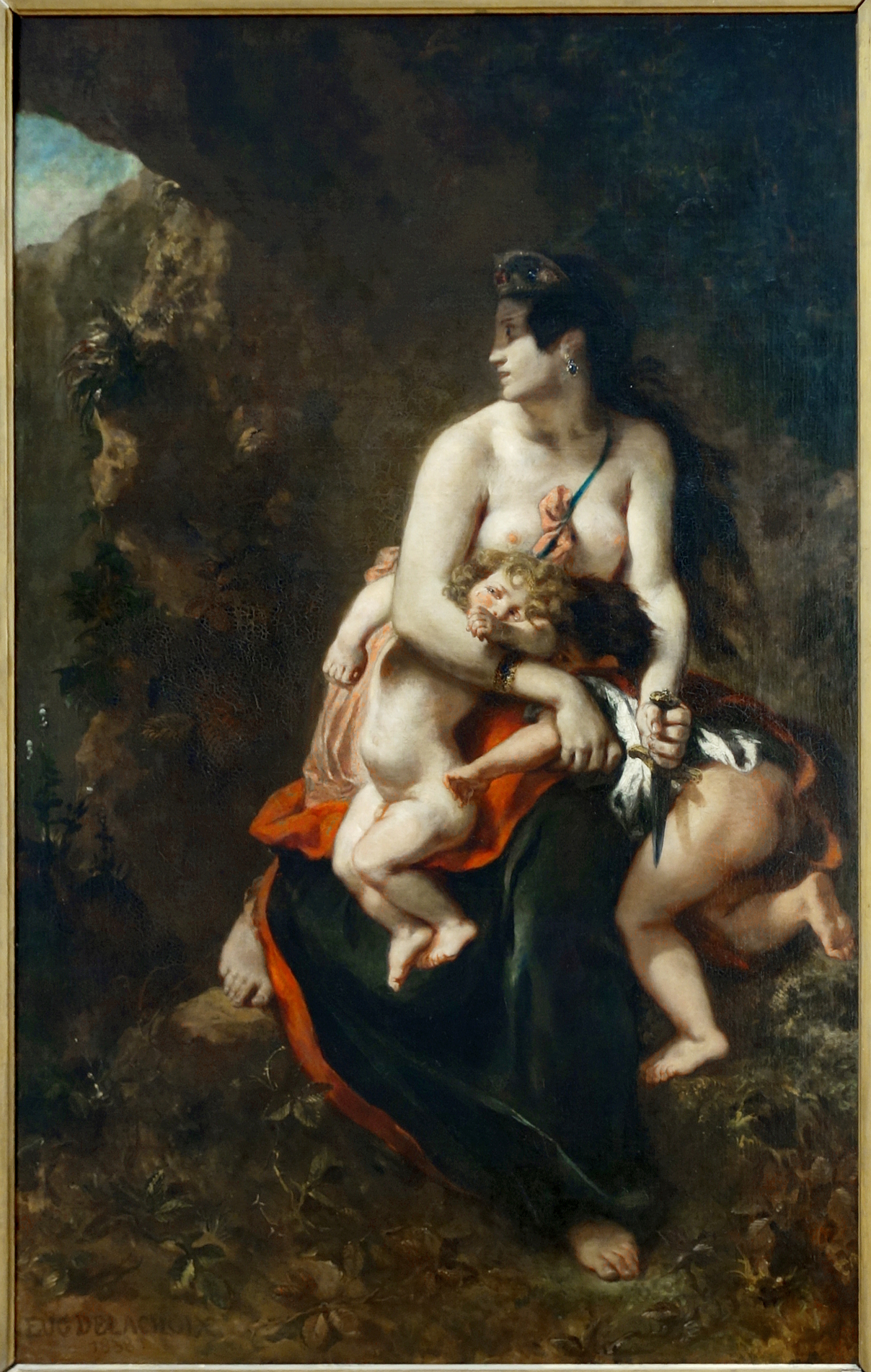
Medéia prestes a matar seus filhos, 1838

## Inspirações musicais

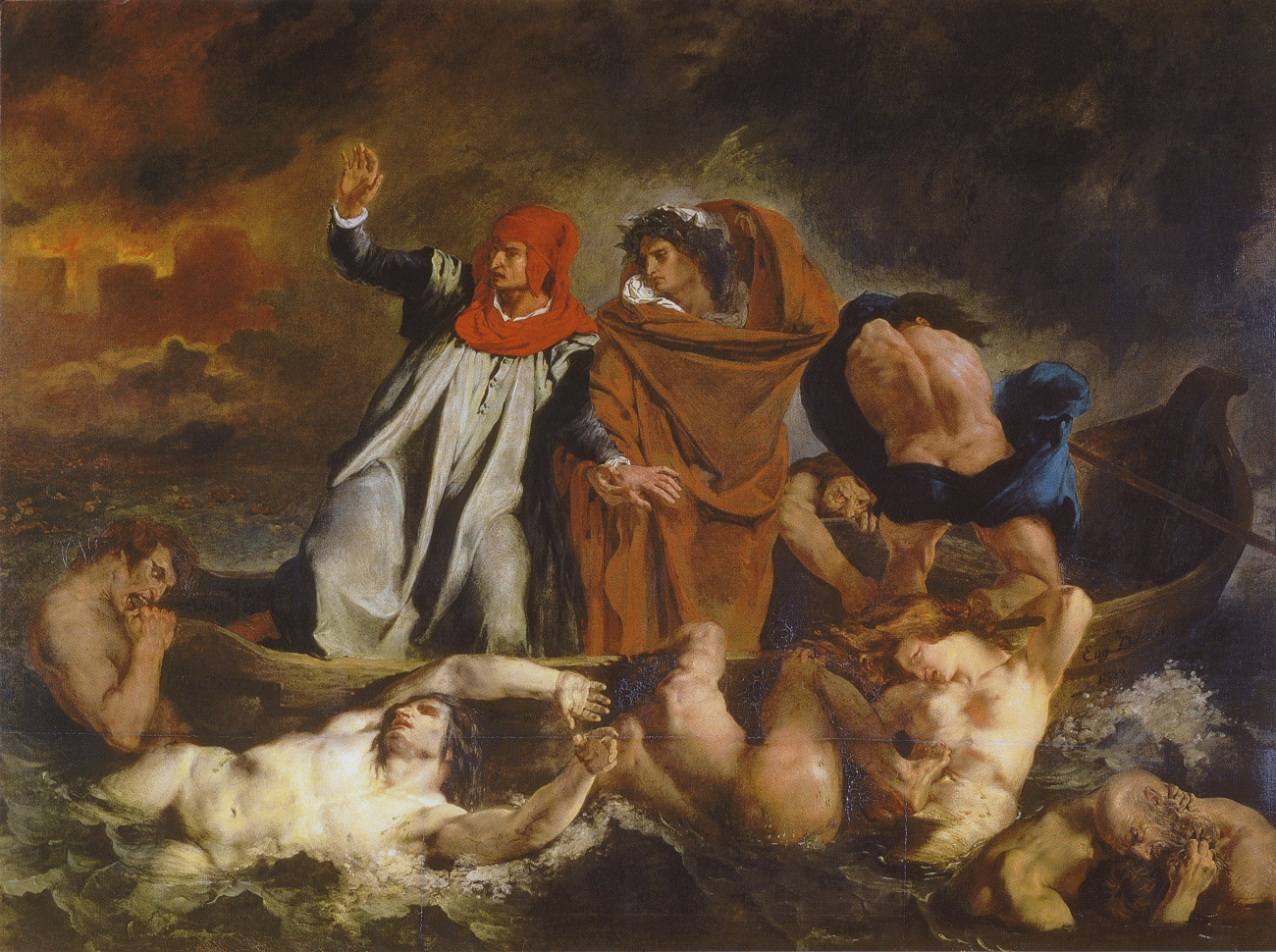
A barca de de Dante (1822), Louvre

Delacroix se inspirou em muitas fontes ao longo de sua carreira, como as obras literárias de William Shakespeare e Lord Byron e a arte de Michelangelo. Mas, ao longo de sua vida, sentiu uma necessidade constante de música, dizendo em 1855 que "nada se compara à emoção causada pela música; que ela expressa nuances incomparáveis de sentimento". Ele também disse, enquanto trabalhava na Saint-Sulpice, que a música o colocava em um estado de "exaltação" que inspirou sua pintura. Frequentemente, era da música, fossem as interpretações mais melancólicas de Chopin ou as obras "pastorais" de Beethoven, que Delacroix conseguia extrair mais emoção e inspiração. Em um ponto de sua vida, Delacroix fez amizade e fez retratos do compositor Chopin; em seu diário, Delacroix o elogiava com frequência.

## Obras

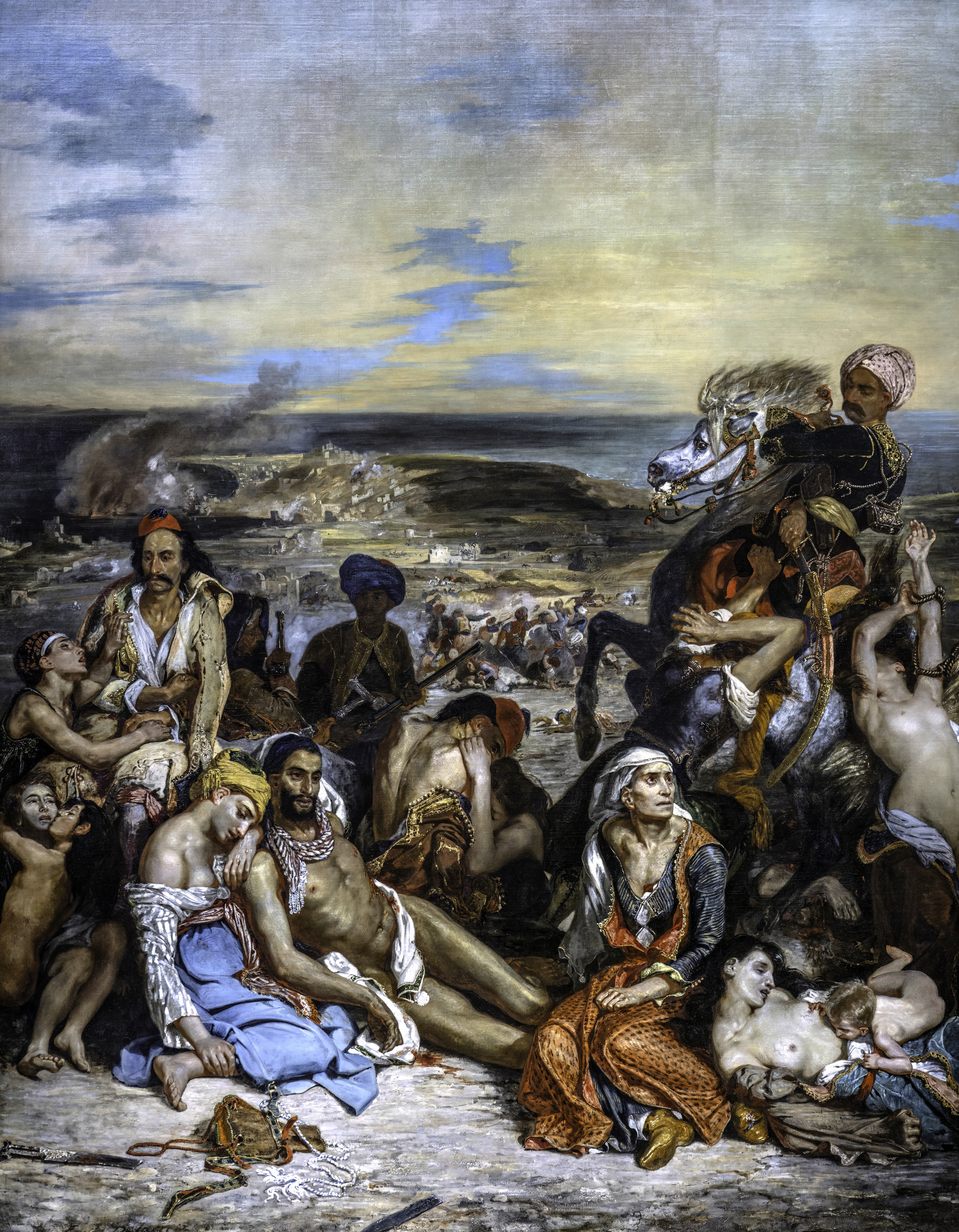
O Massacre de Quio, (1824)
A Liberdade Guiando o Povo (1830), Museu do Louvre - Paris
Mulheres de Argel, (1834), Museu do Louvre - Paris
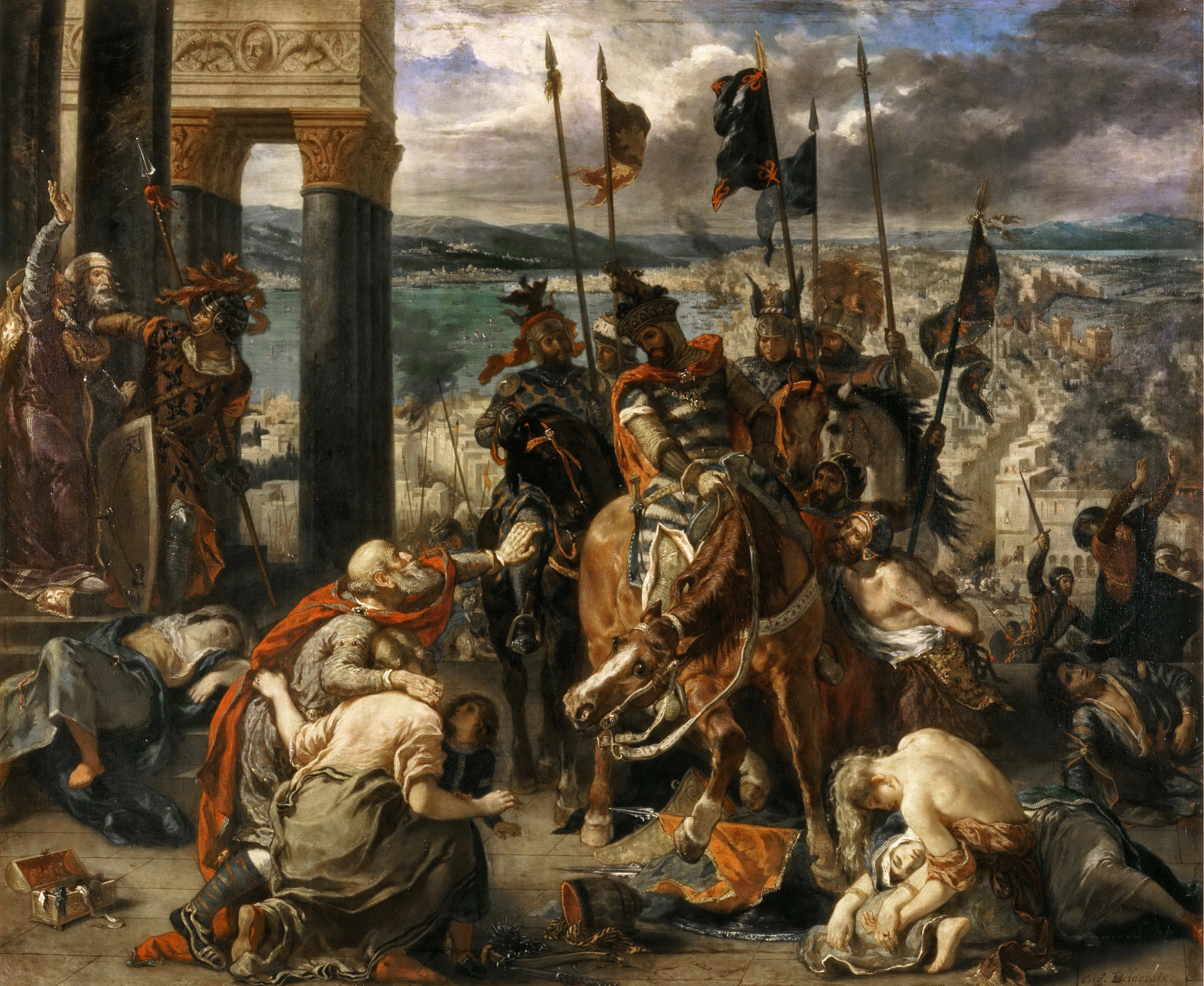
A tomada de Constantinopla pelos cruzados, (1840), Museu do Louvre - Paris
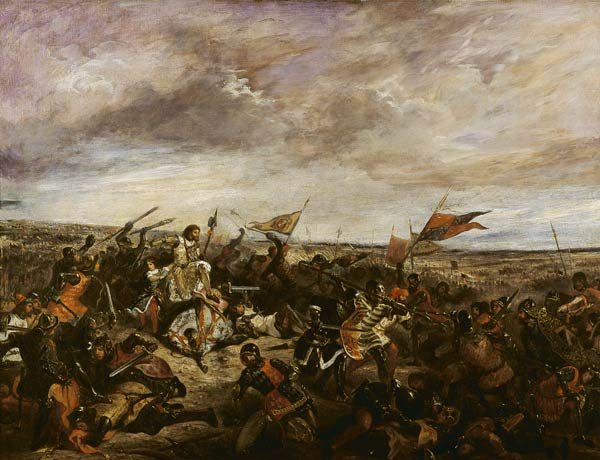
Batalha de Poitiers, (1830), Museu do Louvre - Paris
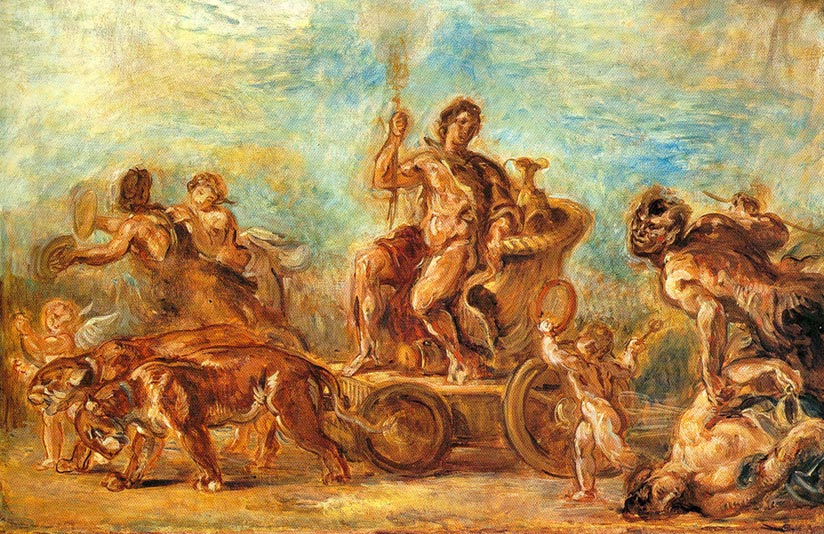
Triunfo de Baco, (1861)
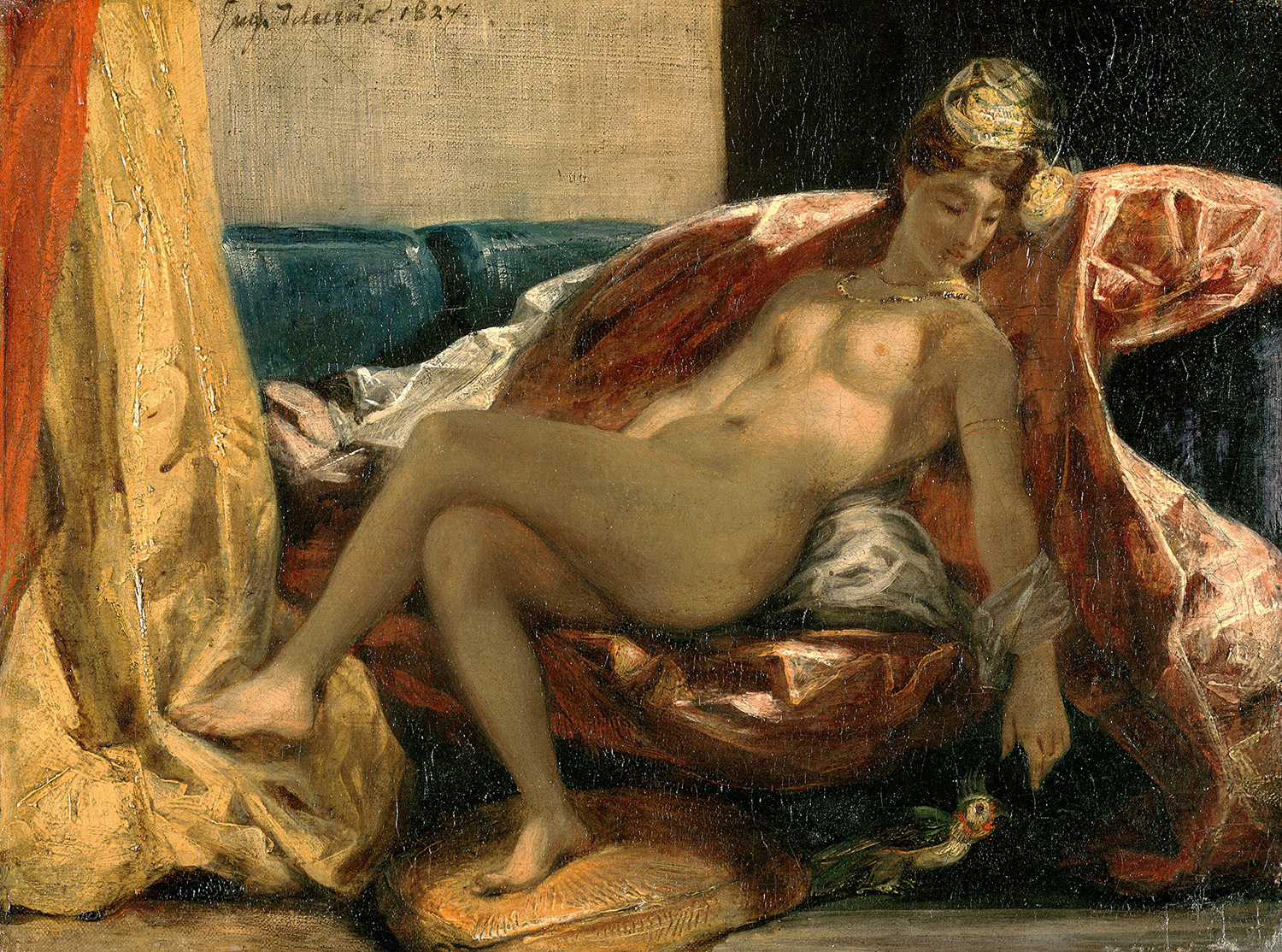
Mulher com papagaio, (1827), Museu de Belas Artes de Lyon
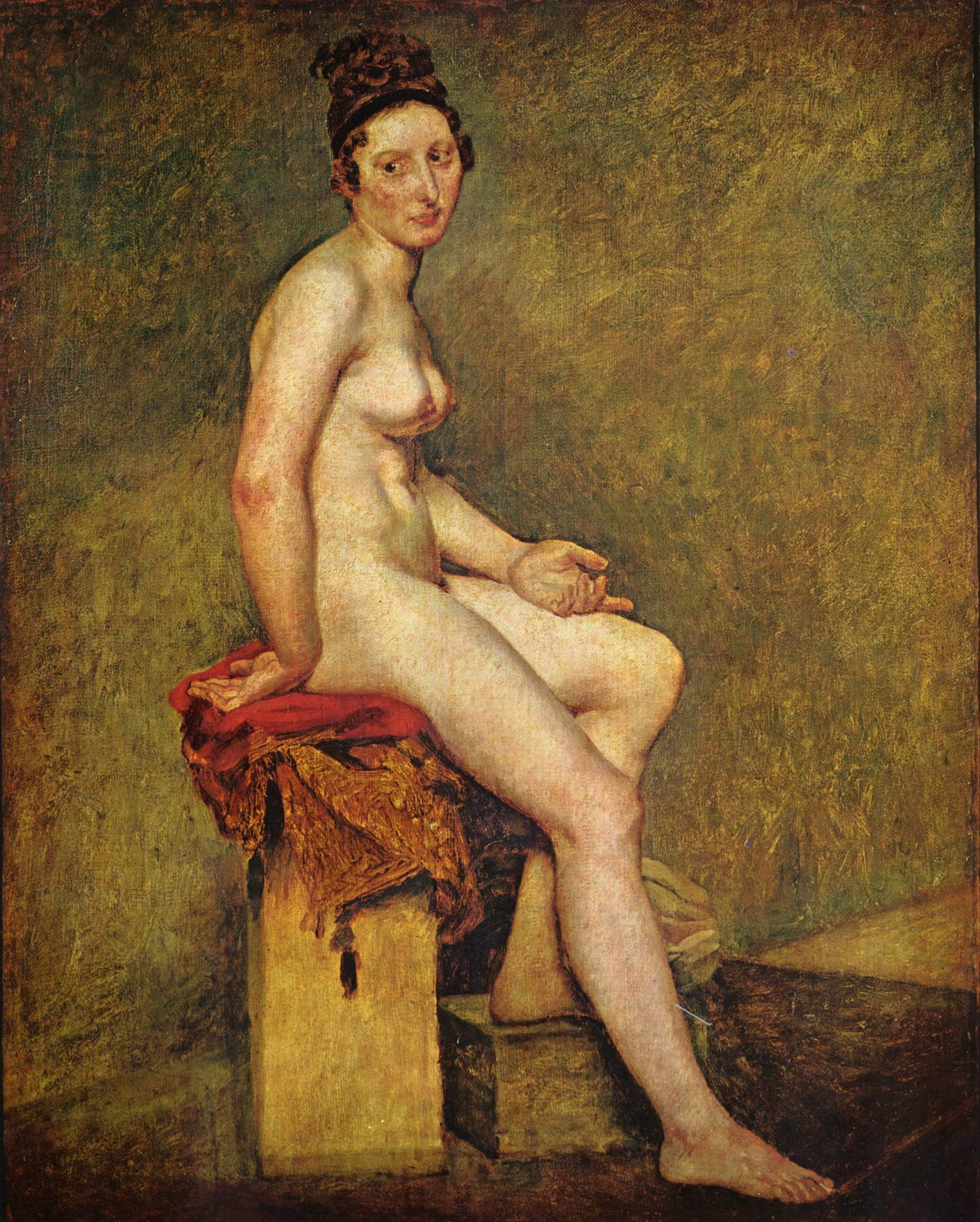
Mademoiselle Rose, 1817–1824, Louvre
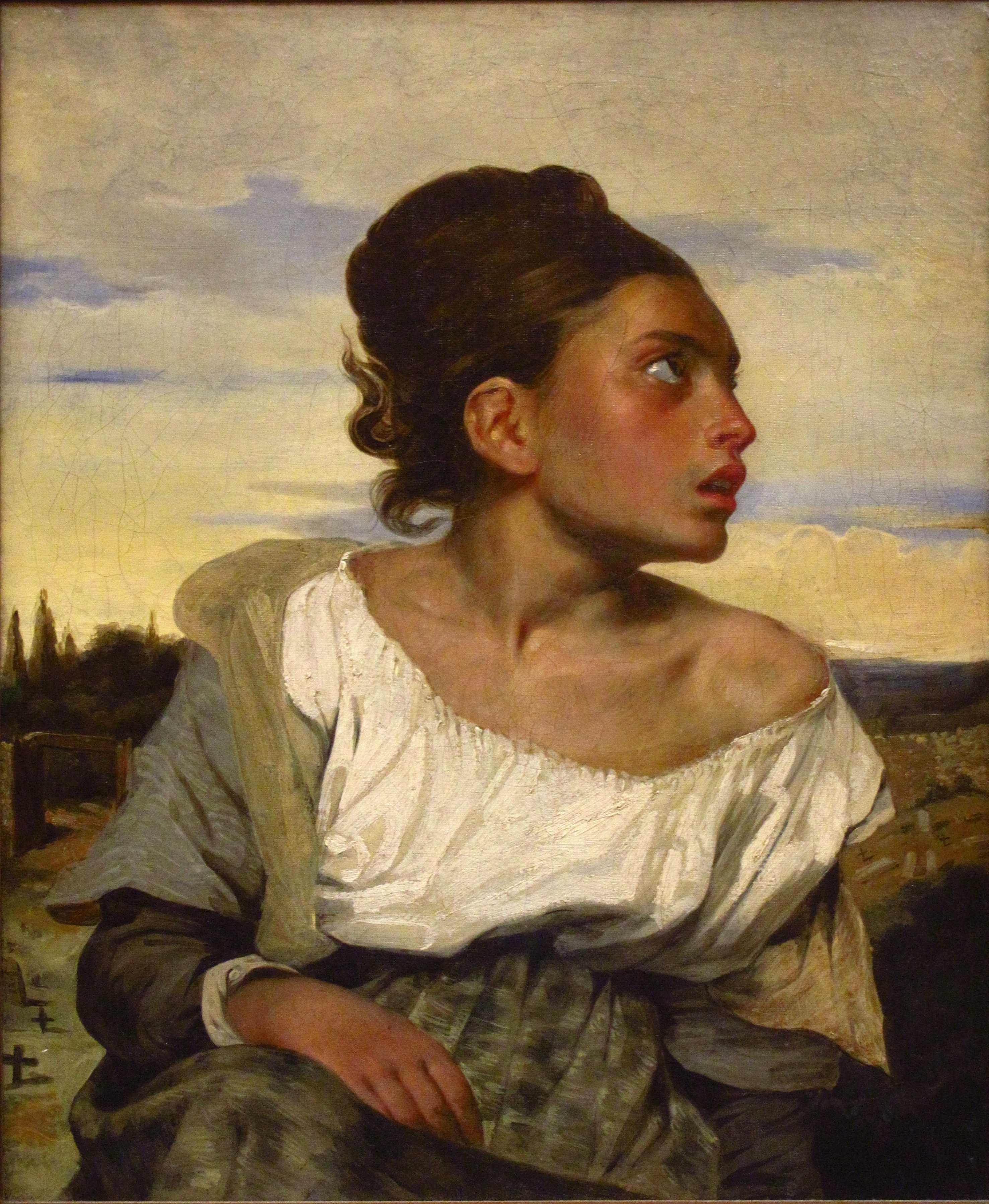
Garota órfã no cemitério, 1823, Louvre
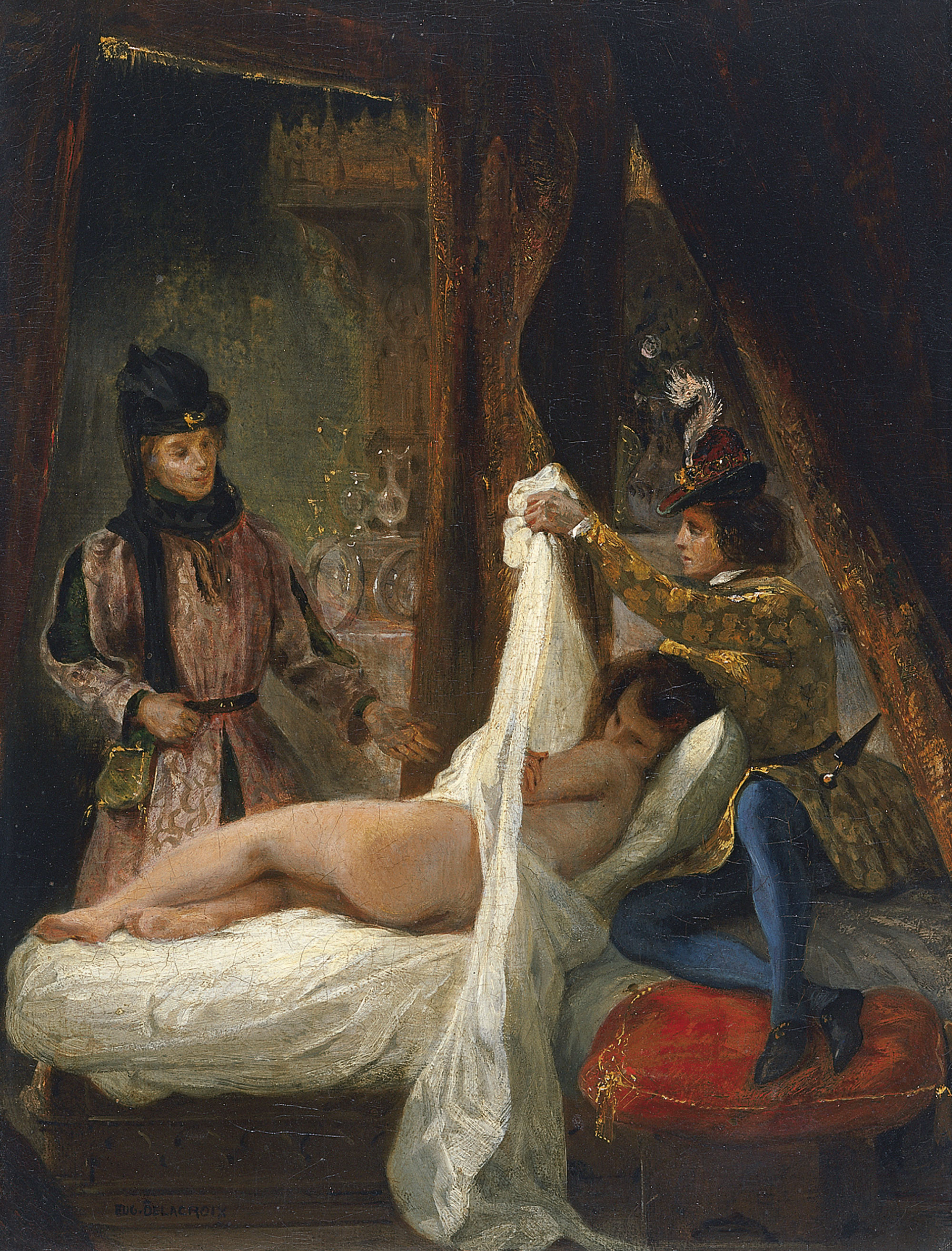
Louis of Orléans Unveiling his Mistress, c.1825-26, Coleção Thyssen-Bornemisza
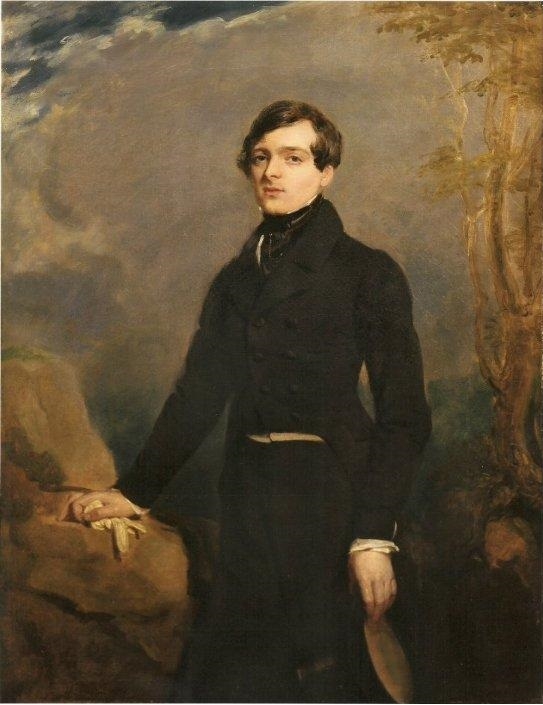
Charles Étienne Raymond Victor de Verninac, sobrinho do pintor, c.1825-26. coleção privada
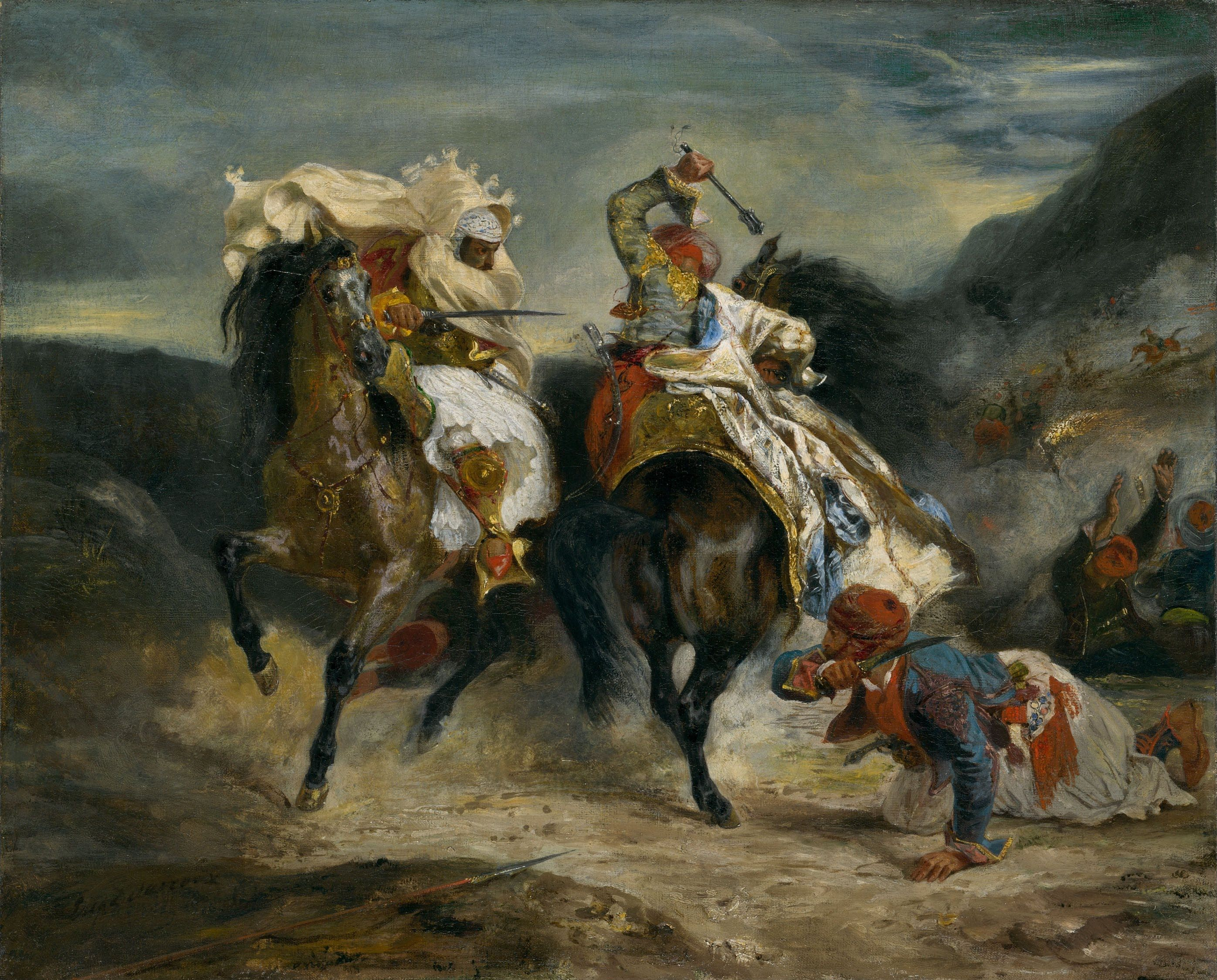
O Combate de Giaour e Hassan, 1826, Art Institute of Chicago
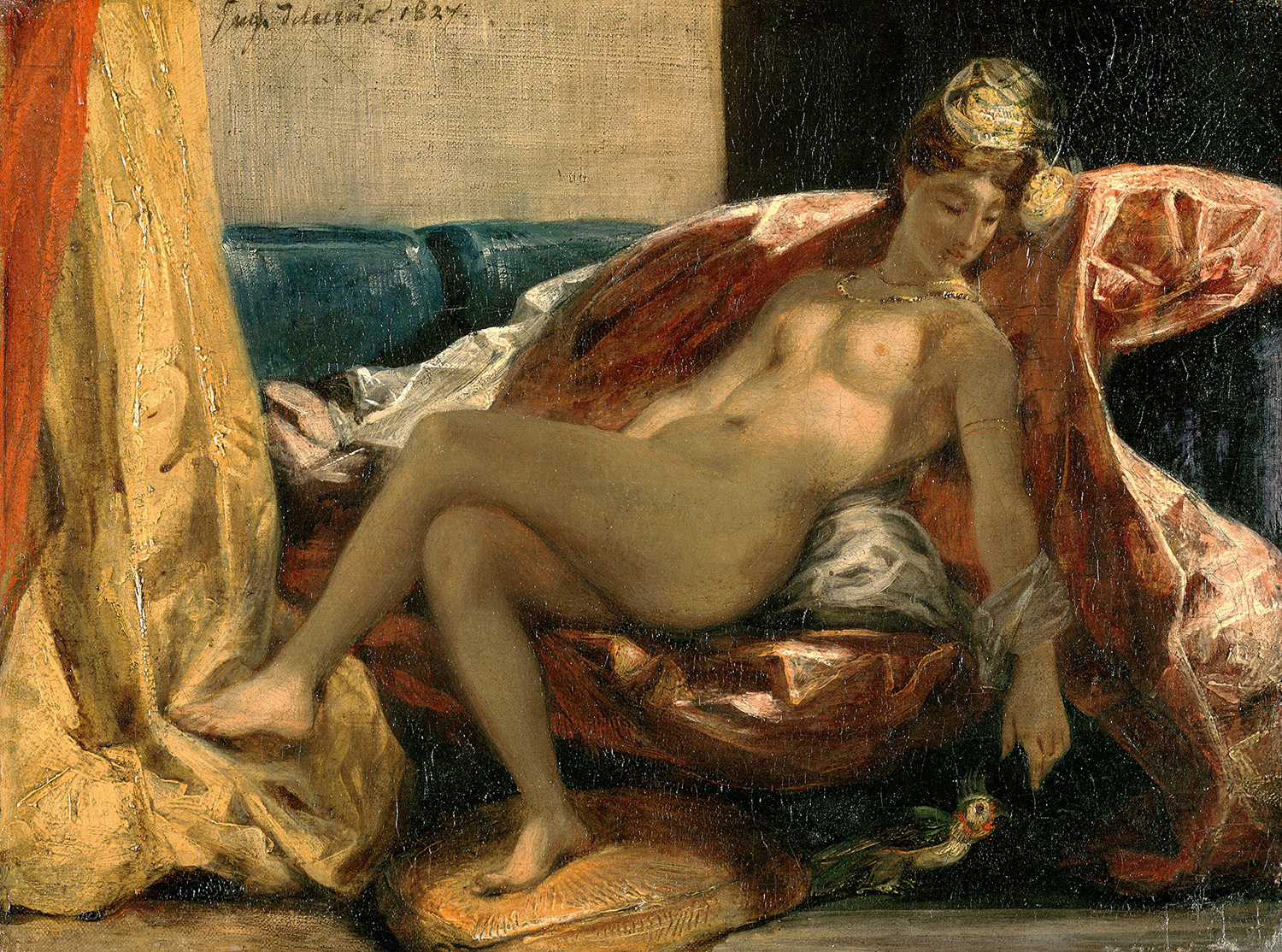
Mulher com um papagaio, 1827, Museu de Belas Artes de Lyon
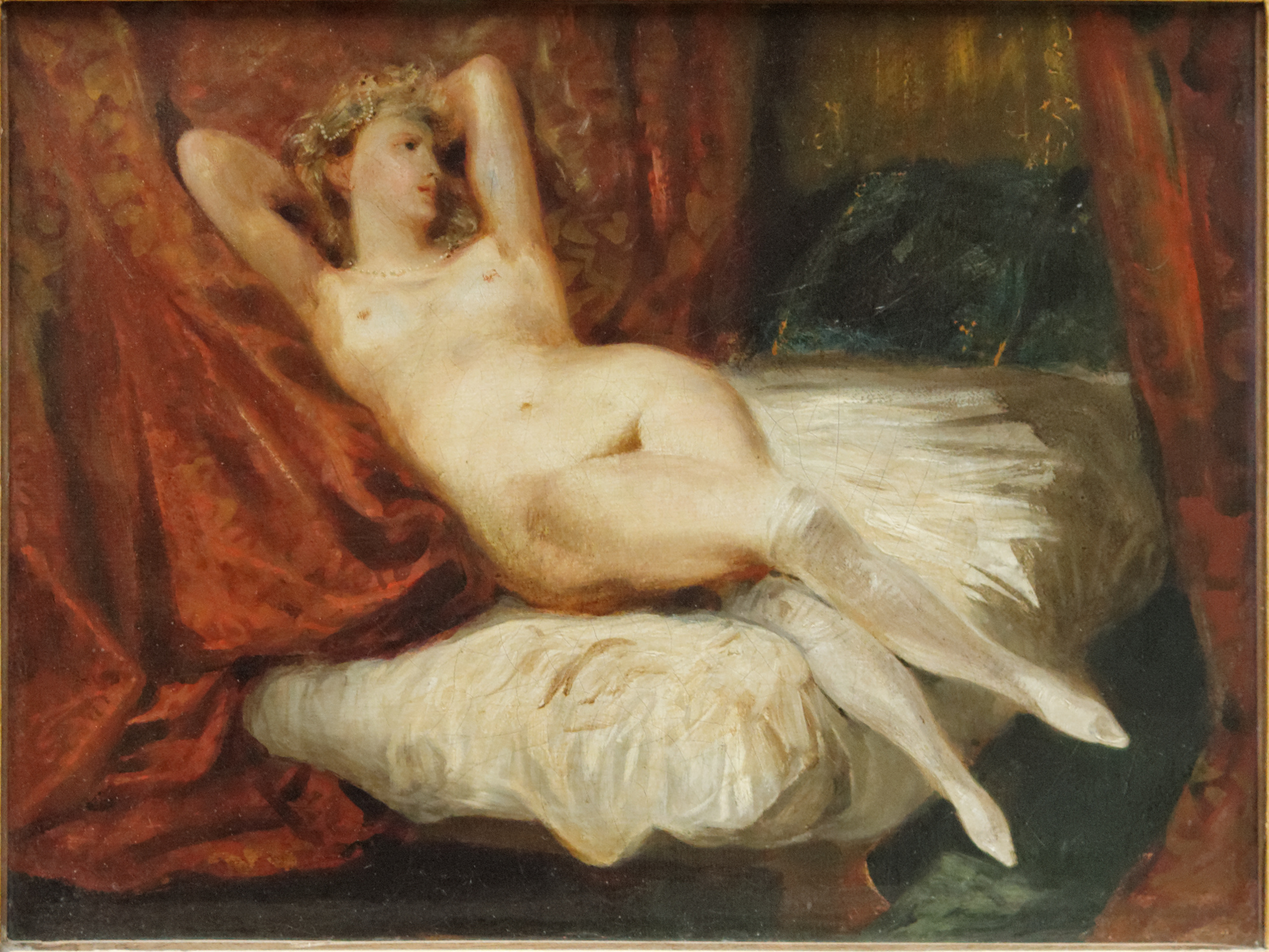
Mulher com meias brancas, 1825–1830, Louvre
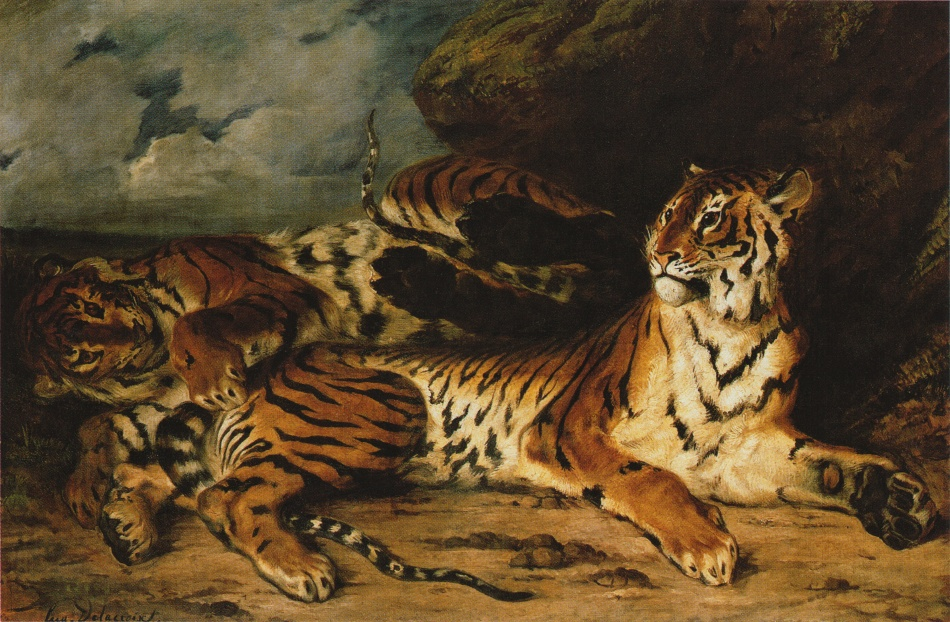
Um jovem tigre brincando com sua mãe, 1830, Louvre
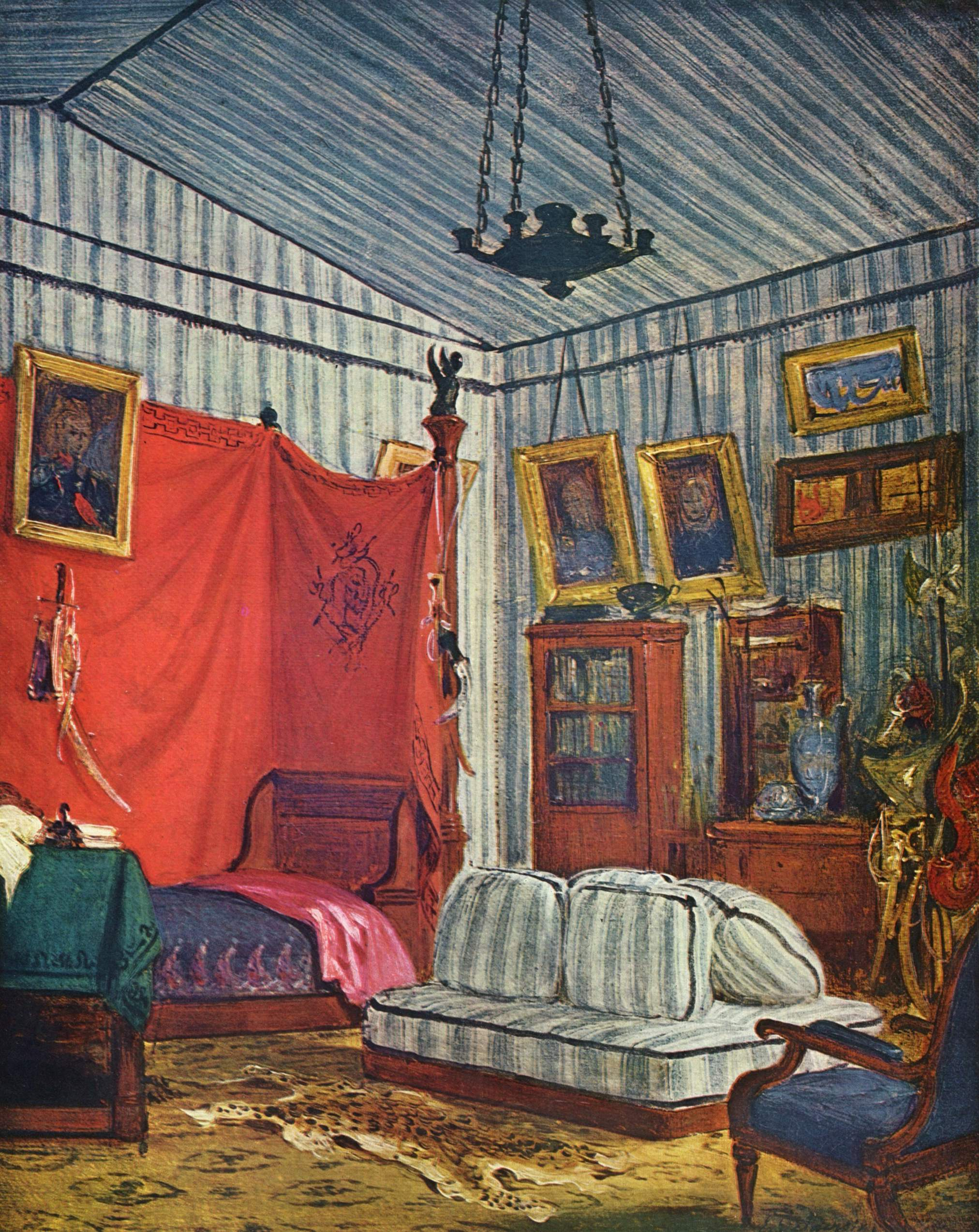
The Duke of Morny's Apartment, 1831–1833, Louvre
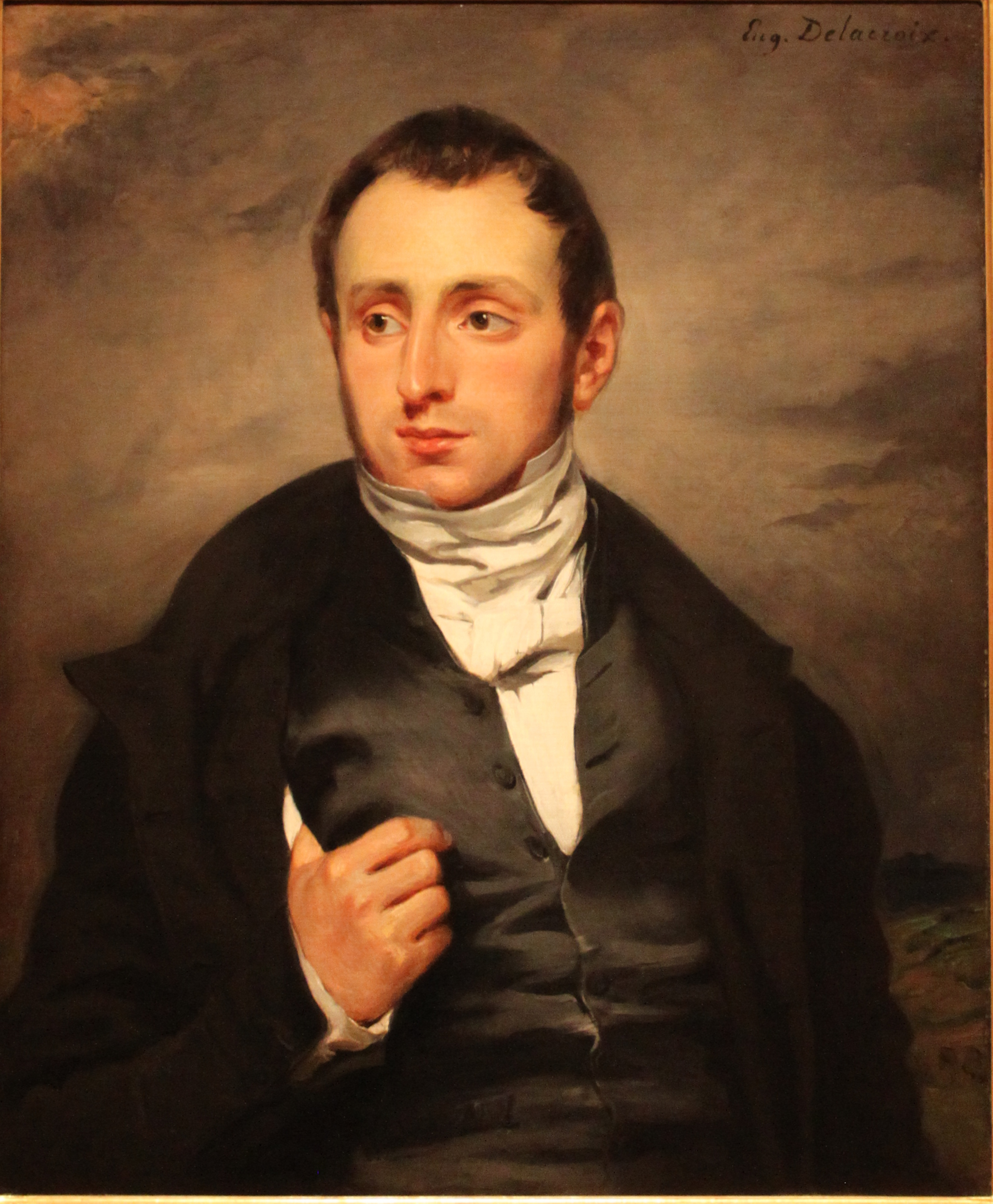
Retrato do Dr. François-Marie Desmaisons, 1832–33, Detroit Institute of Arts
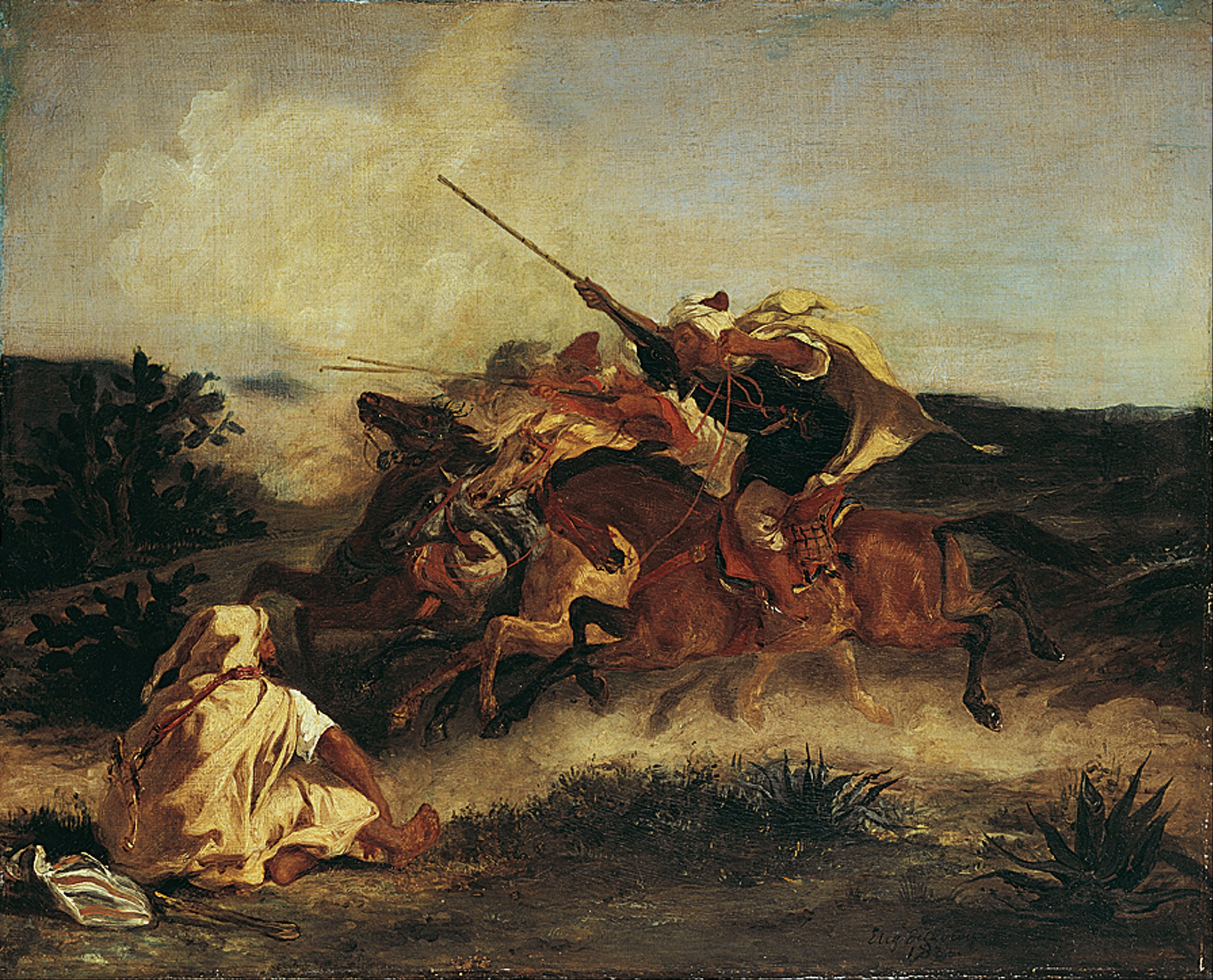
Fantasia Arabe, 1833. Frankfurt Städel Museum
As Mulheres de Argel, 1834, Louvre
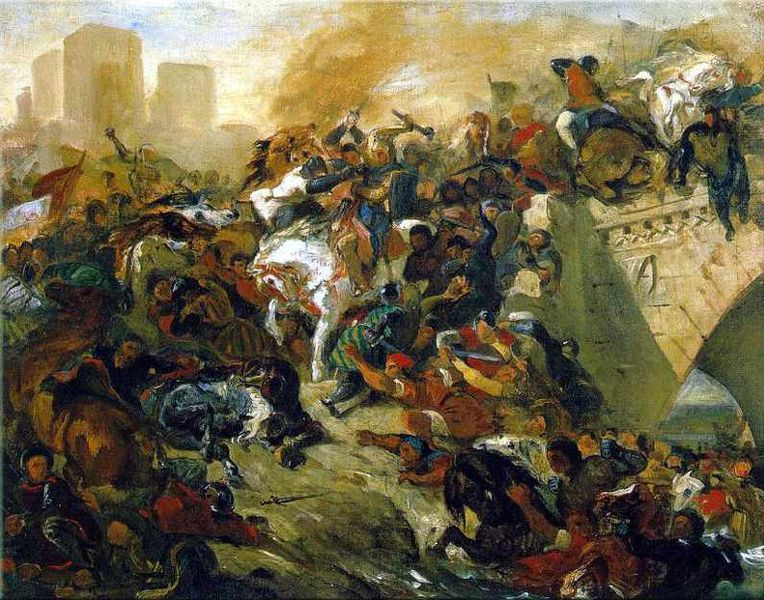
A Batalha de Taillebourg (rascunho), 1834–35, Louvre
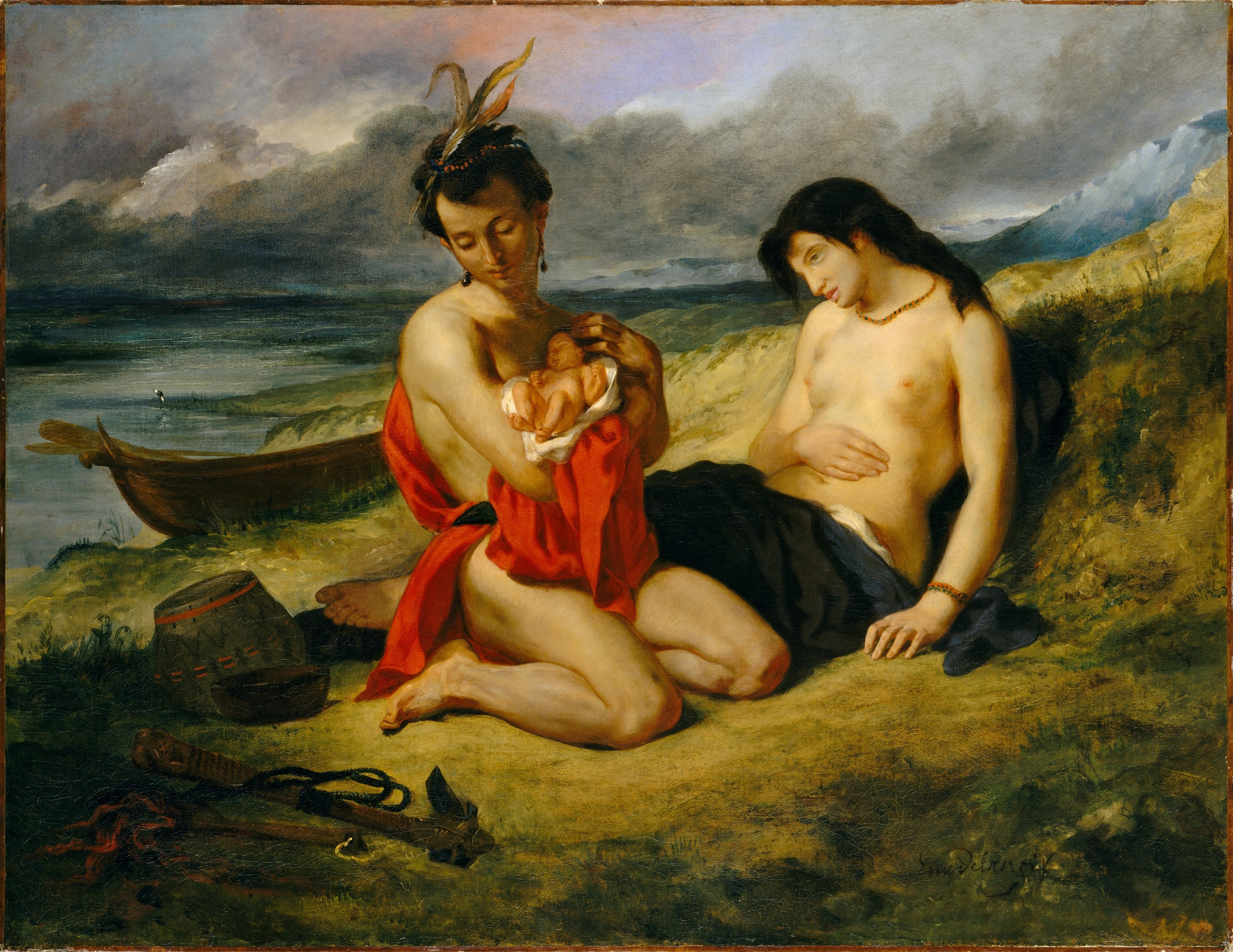
The Natchez, 1835, Metropolitan Museum of Art
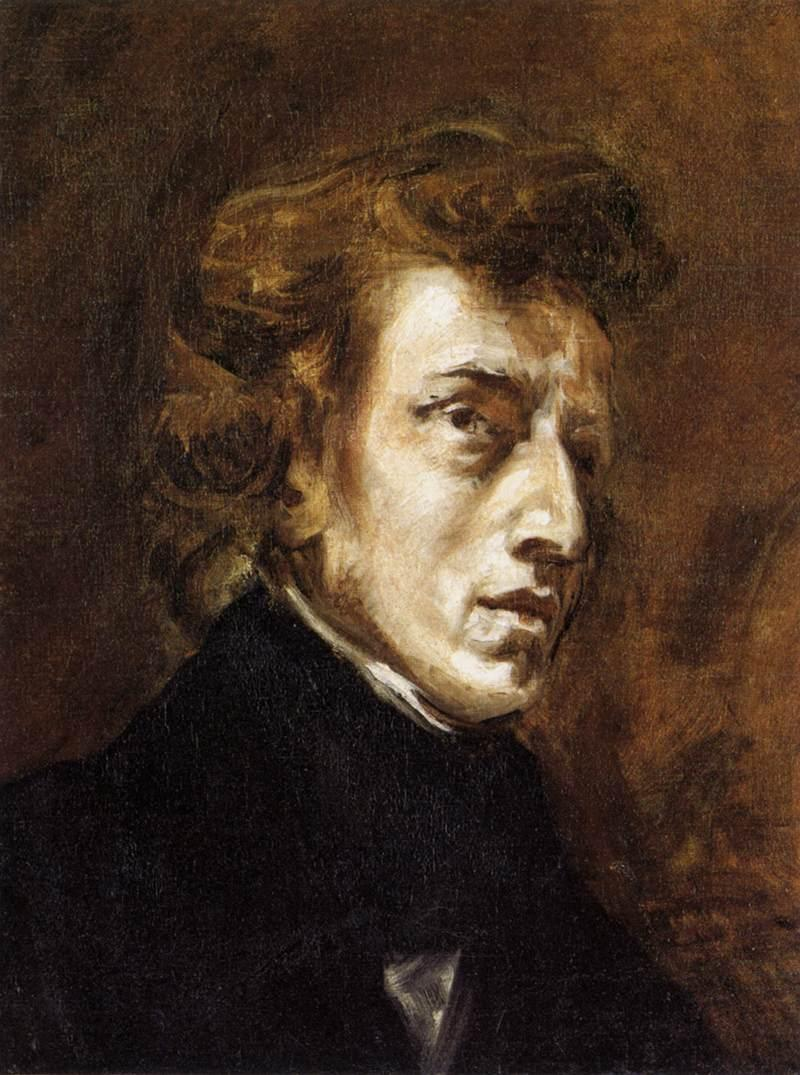
Frédéric Chopin, 1838, Louvre
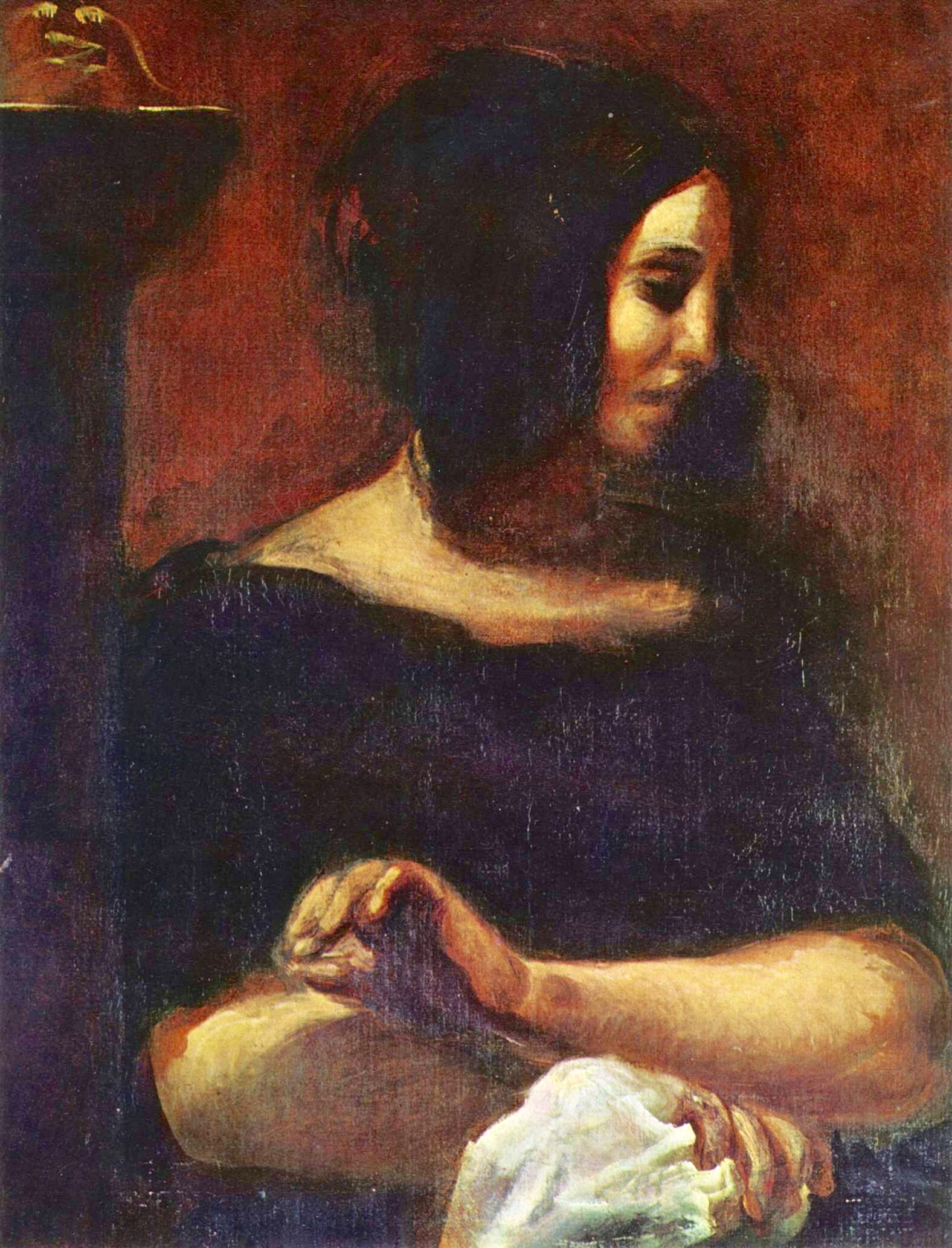
George Sand, 1838, Ordrupgaard-Museum
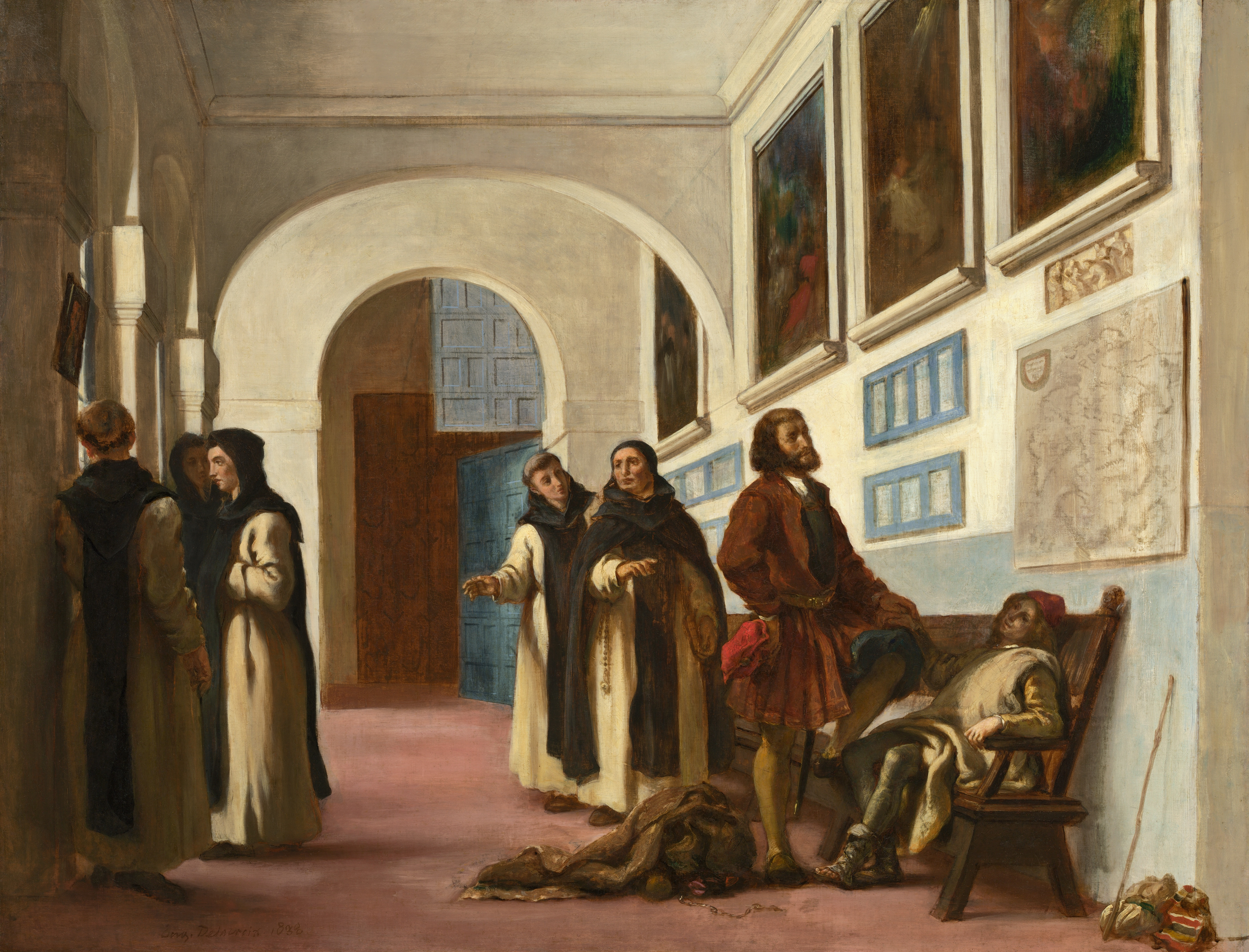
Colombo e seu filho em La Rábida, 1838, National Gallery of Art
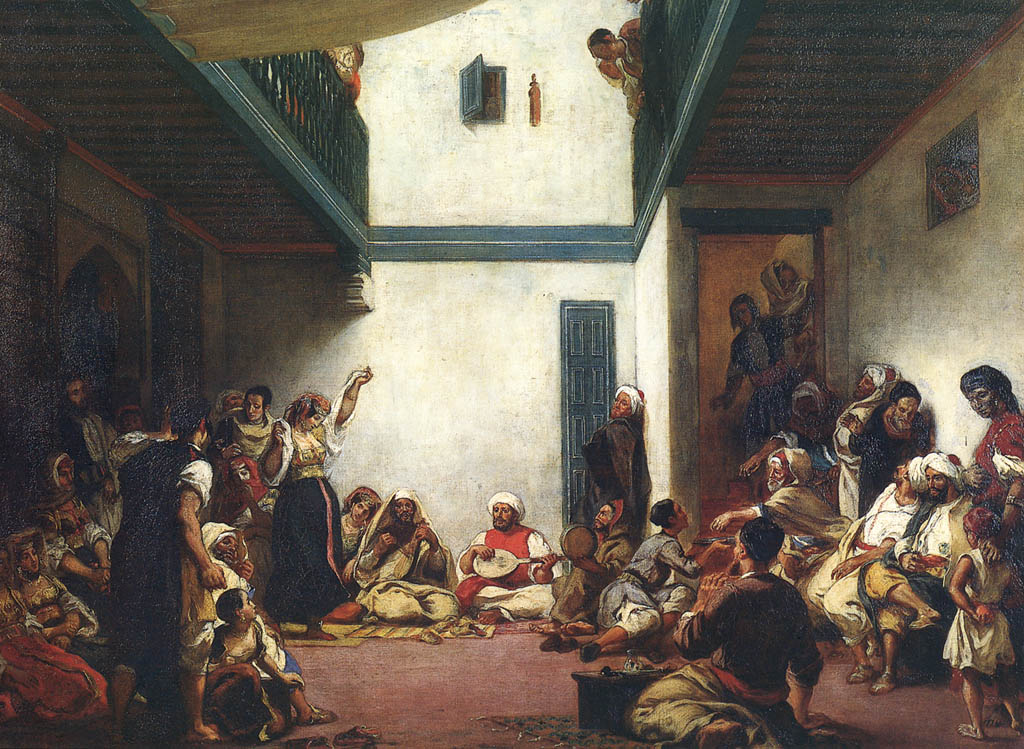
Casamento Judaico em Marrocos, c.1839, Louvre
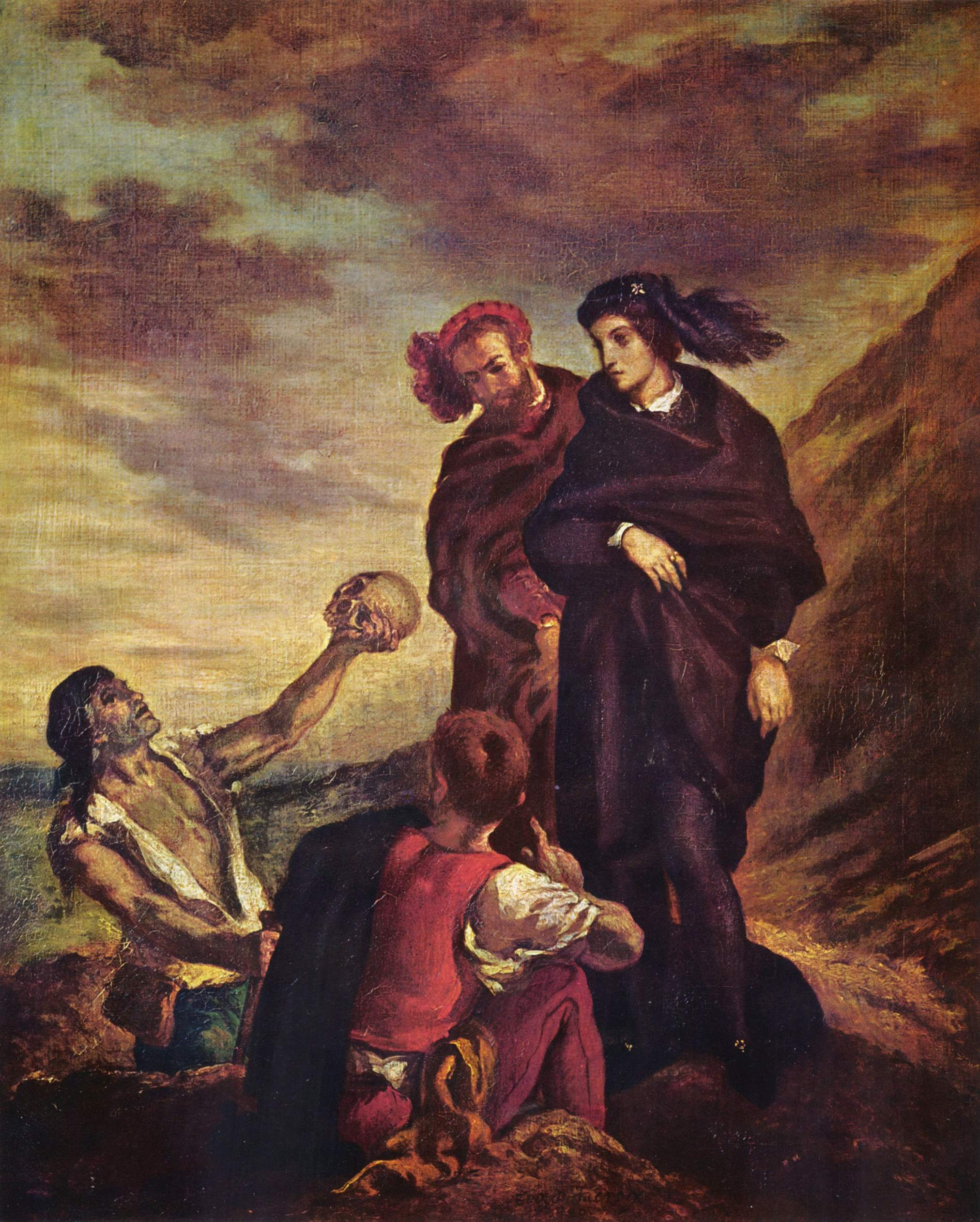
Hamlet com Horatio, (cena do coveiro), 1839, Louvre
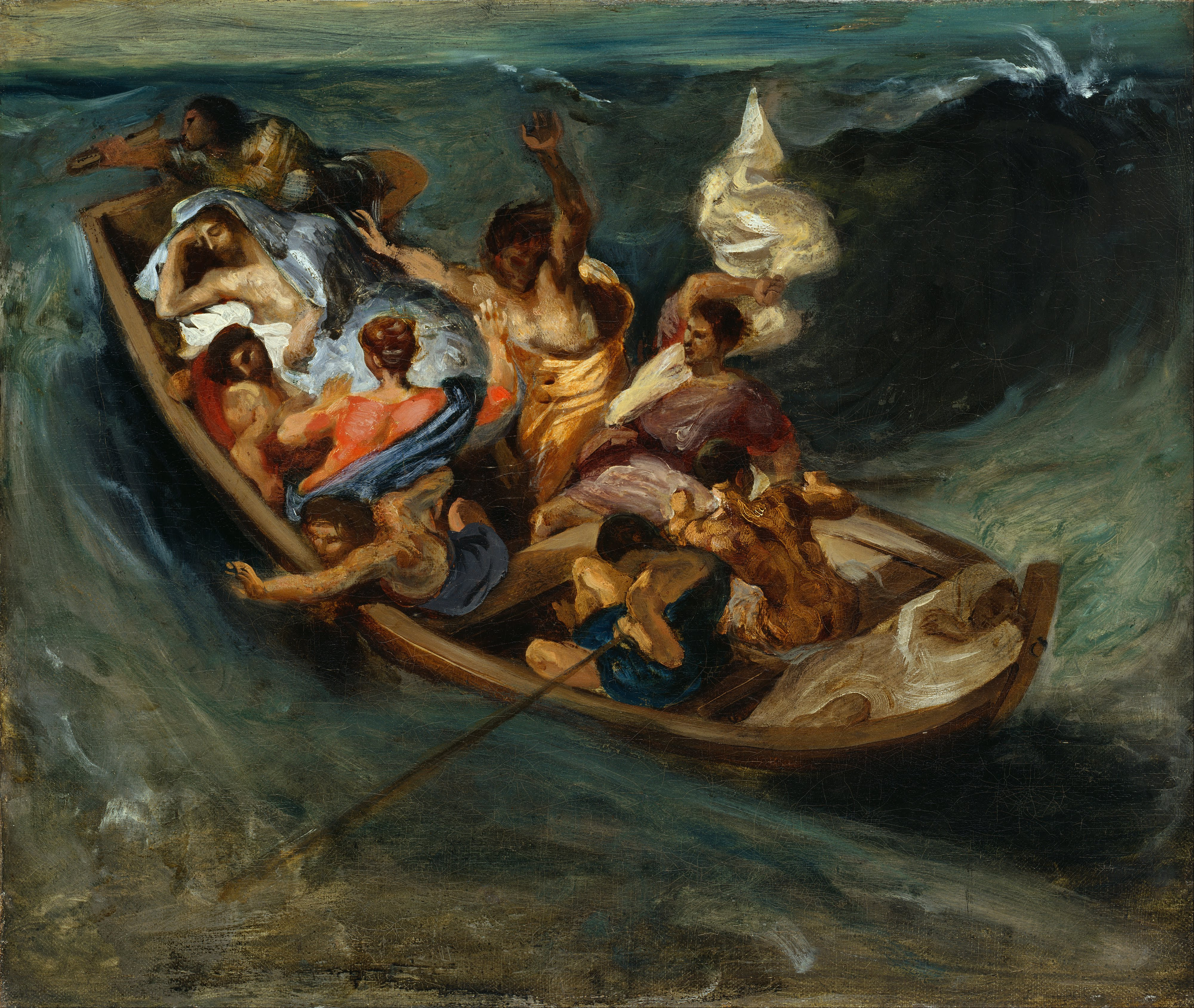
Cristo no Mar da Galiléia, 1841, Museu de Arte Nelson-Atkins
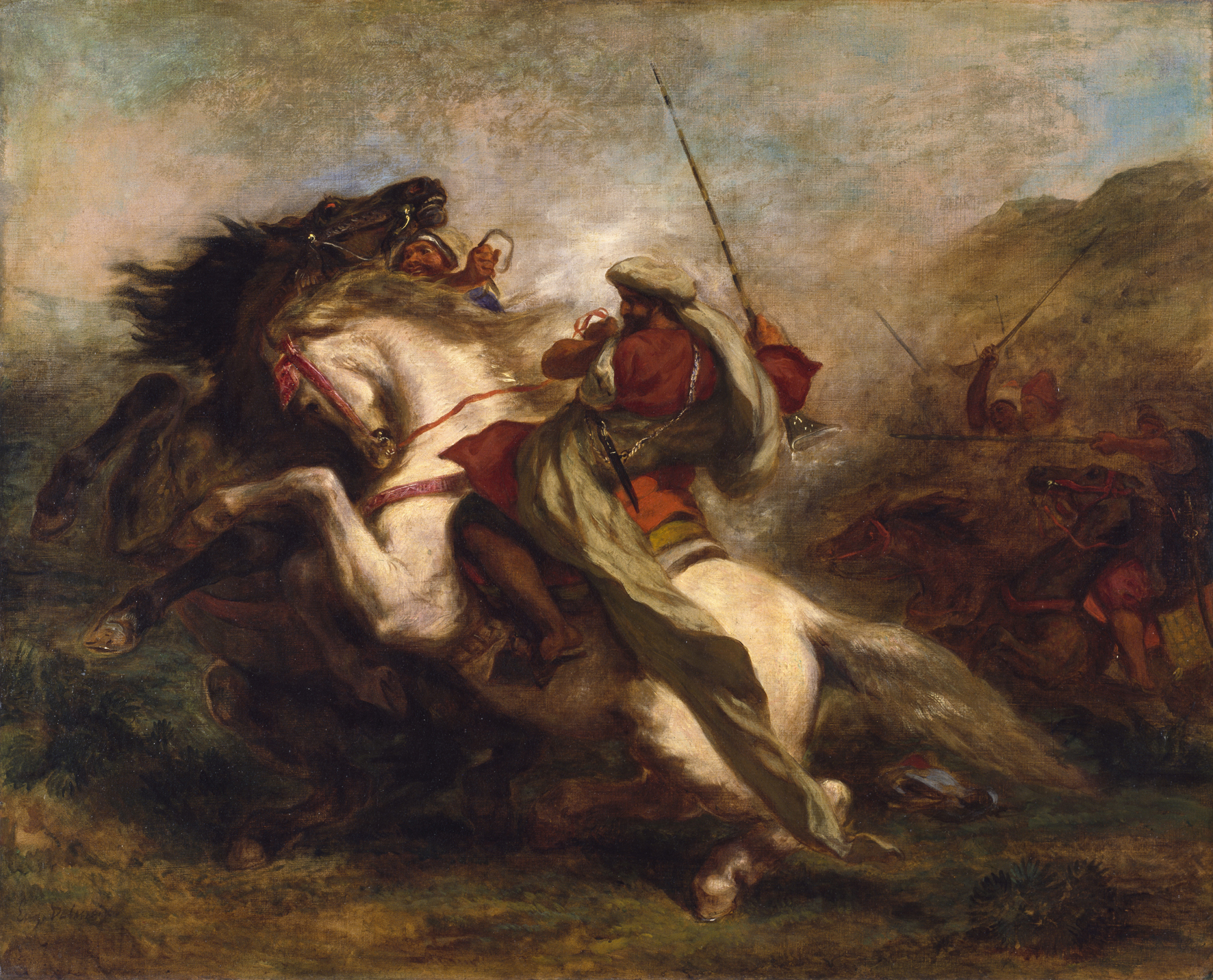
Collision of Moorish Horsemen, 1844, Walters Art Museum
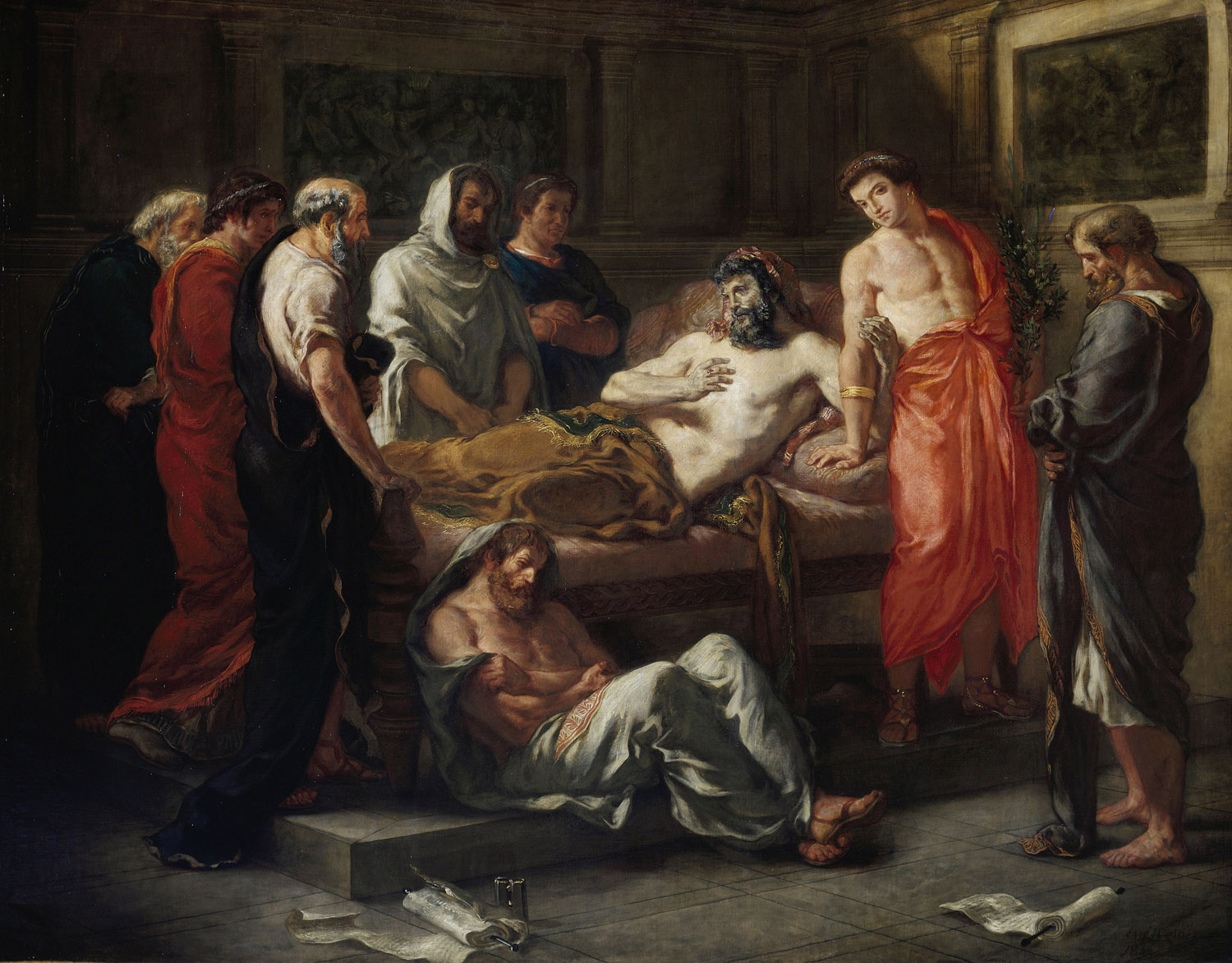
Últimas palavras do imperador Marcus Aurelius, 1844, Musée des Beaux-Arts de Lyon
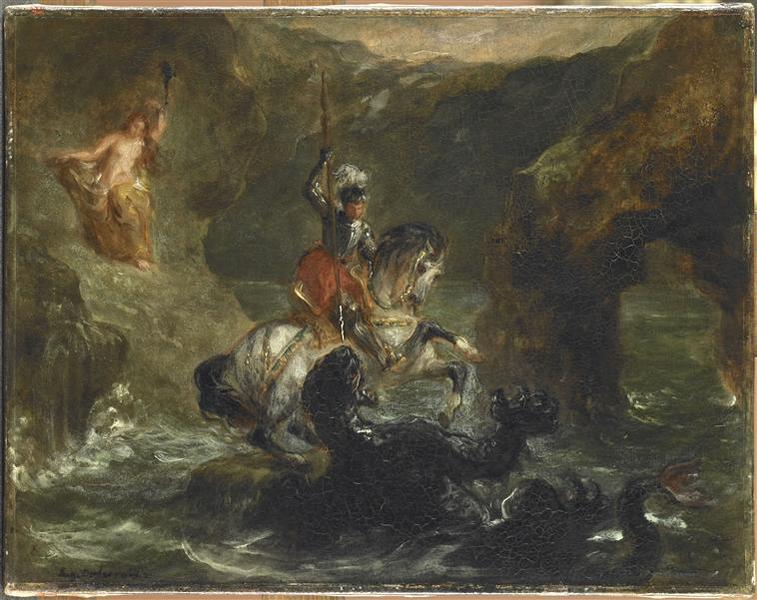
Saint George Fighting the Dragon, 1847, Louvre
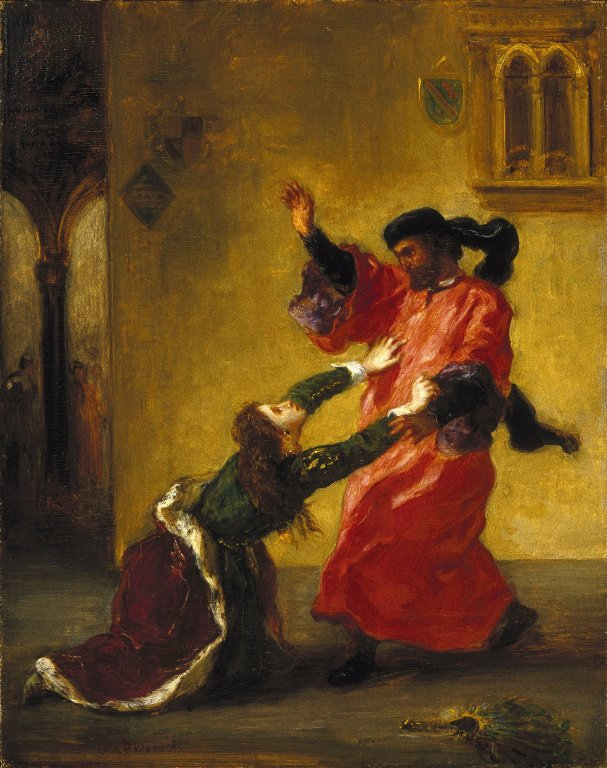
Desdêmona amaldiçoada por seu pai (Desdêmona maudite par son père), c.1850–1854, Brooklyn Museum
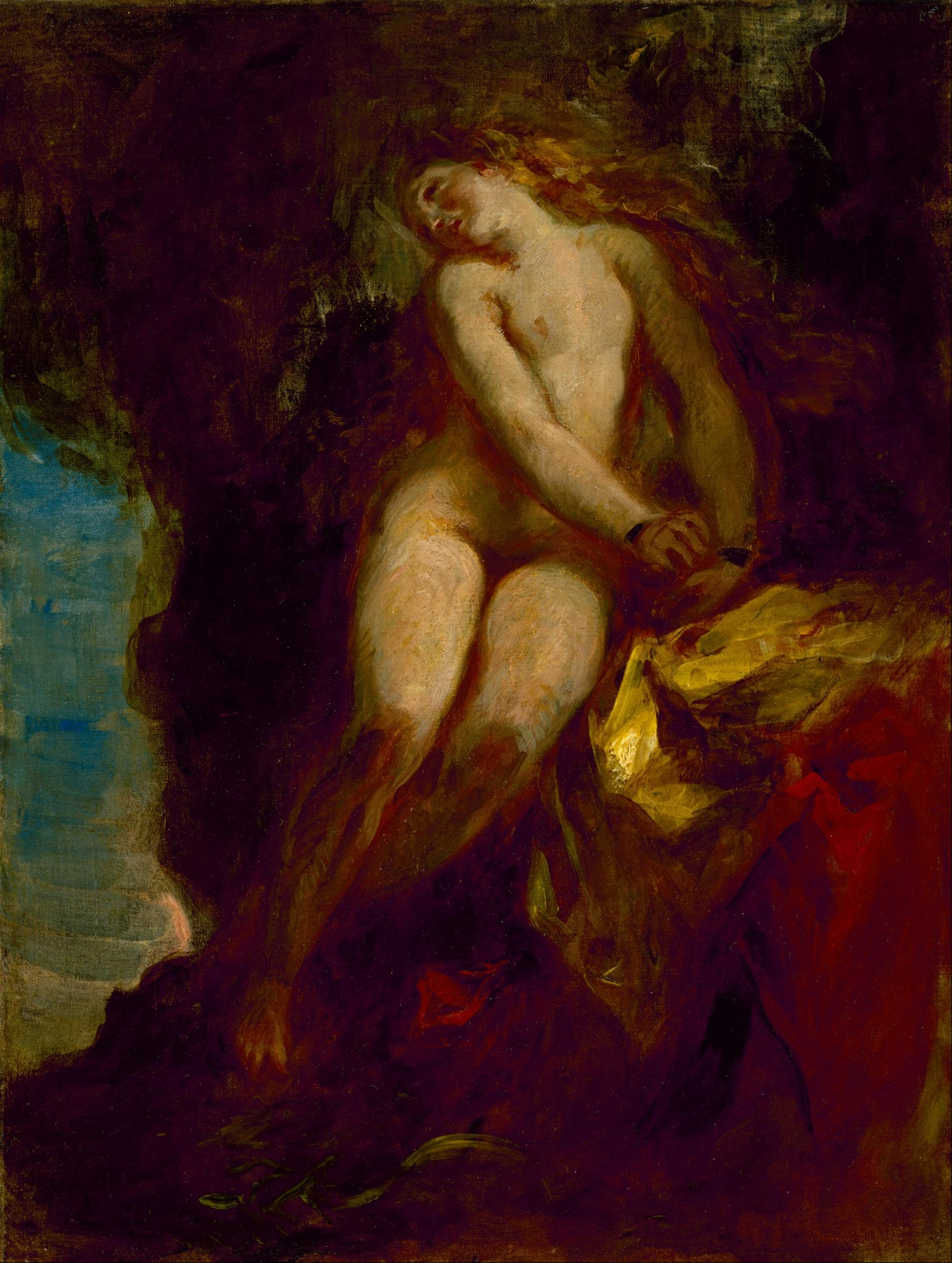
Andrômeda, 1852, Museum of Fine Arts, Houston
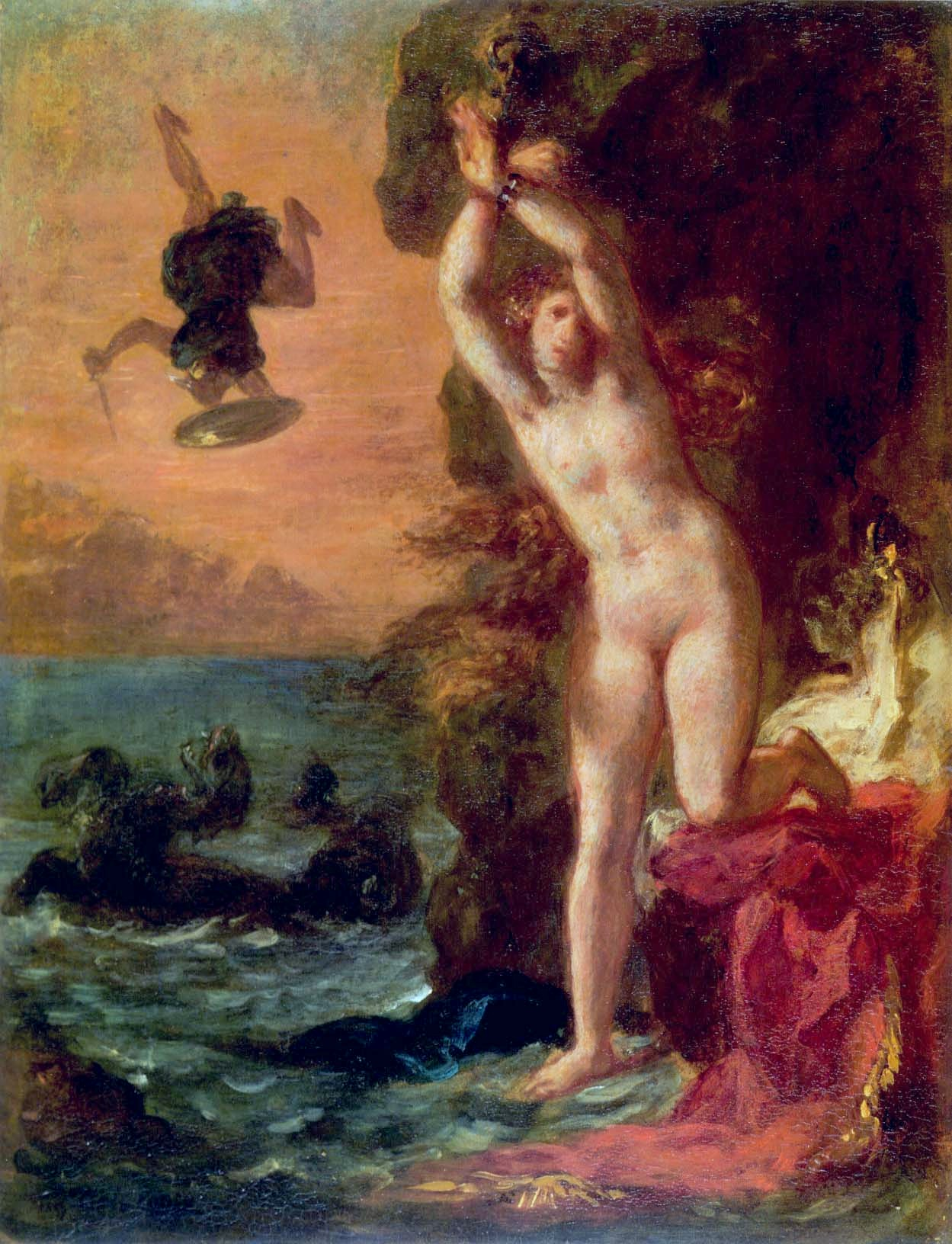
Perseus e Andrômeda, Staatsgalerie Stuttgart
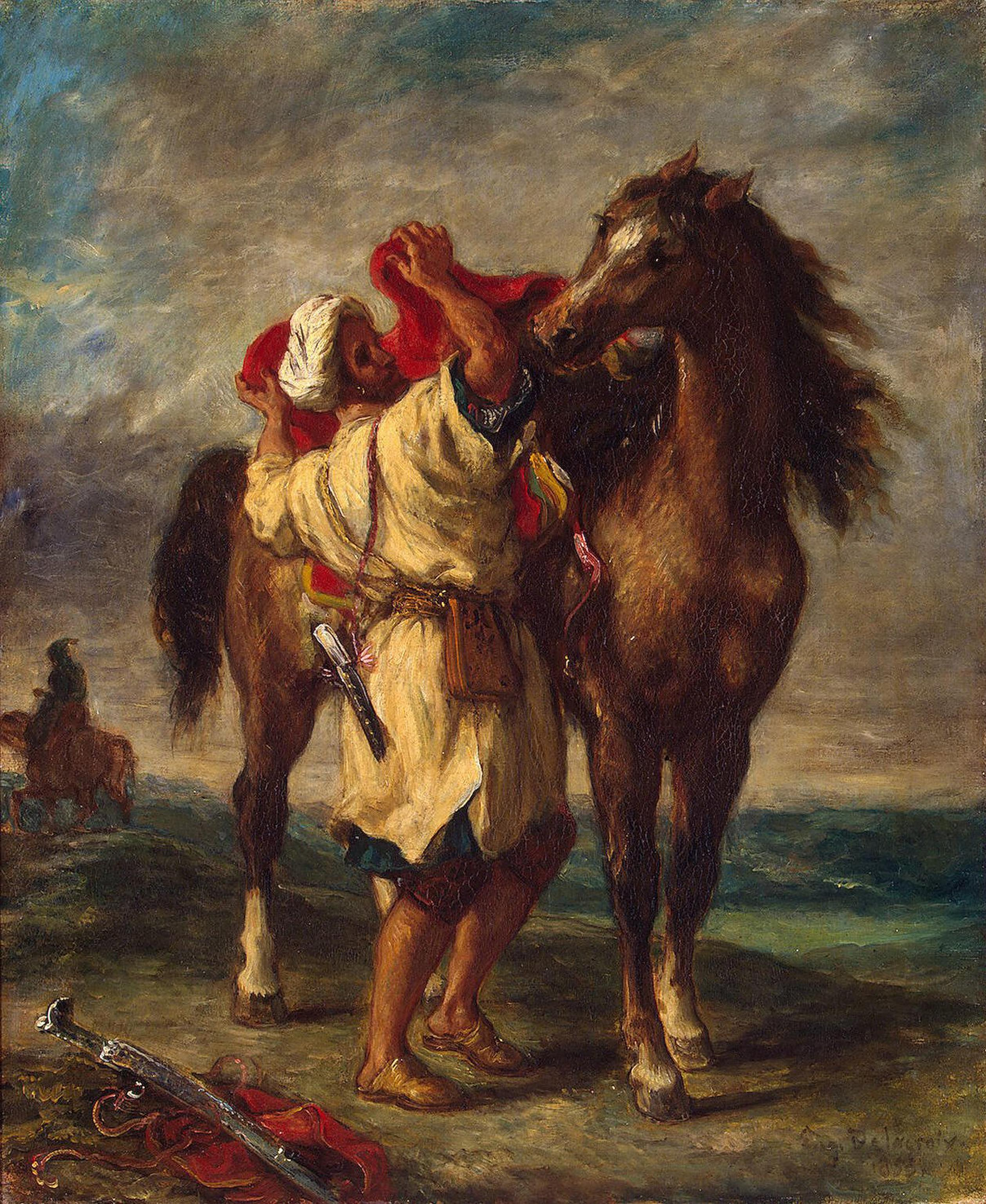
1855, Moroccan Saddles His Horse, Hermitage Museum
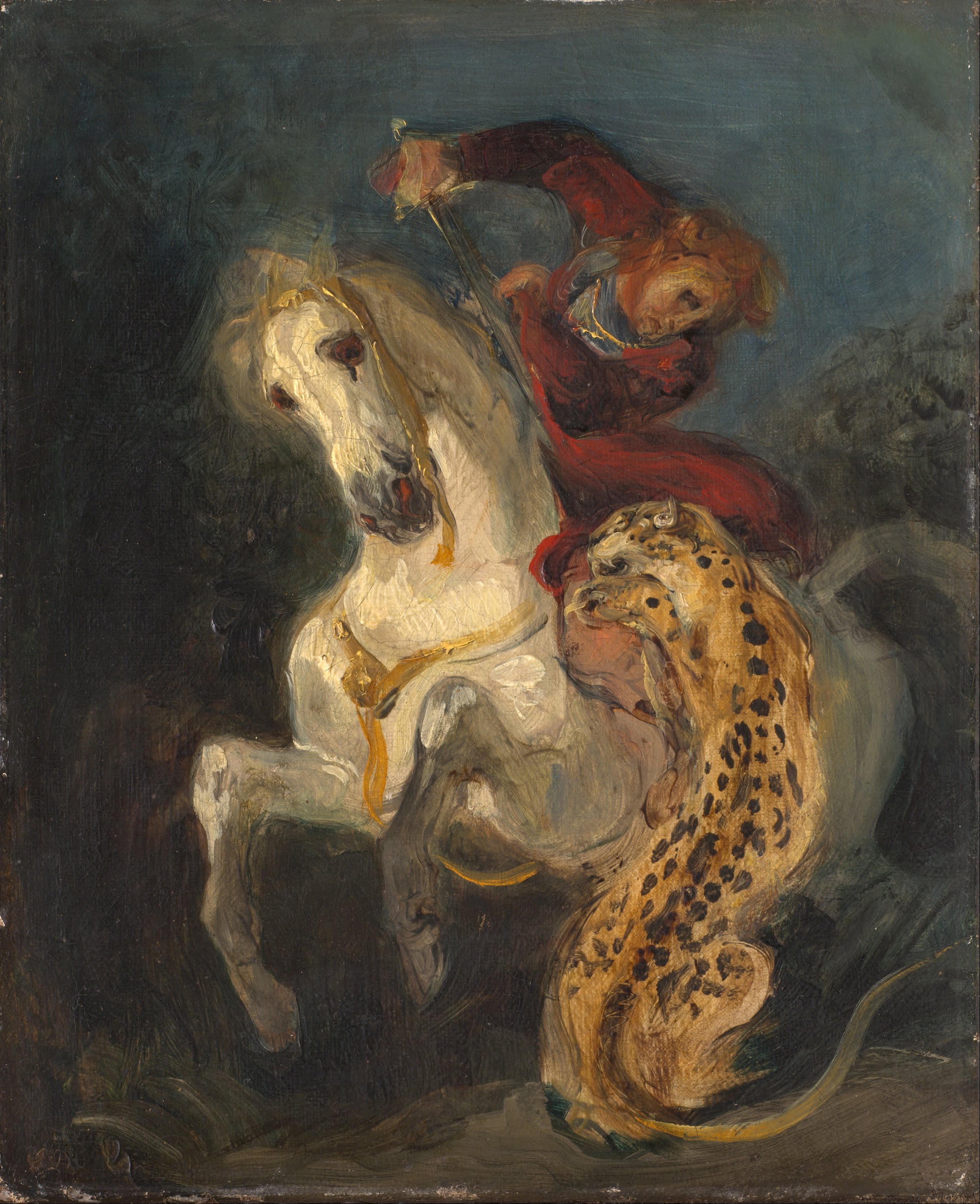
Cavaleiro atacado por um jaguar, 1855. National Gallery em Praga
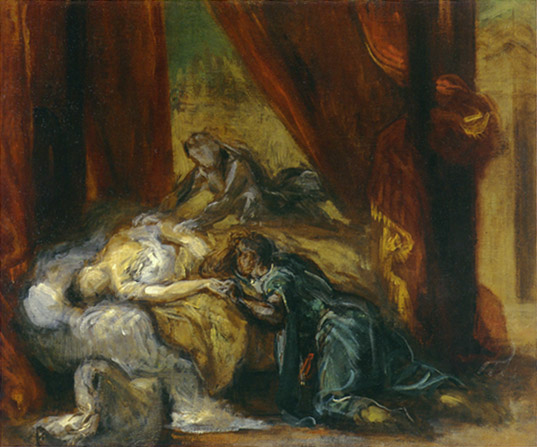
A morte de Desdêmona, 1858
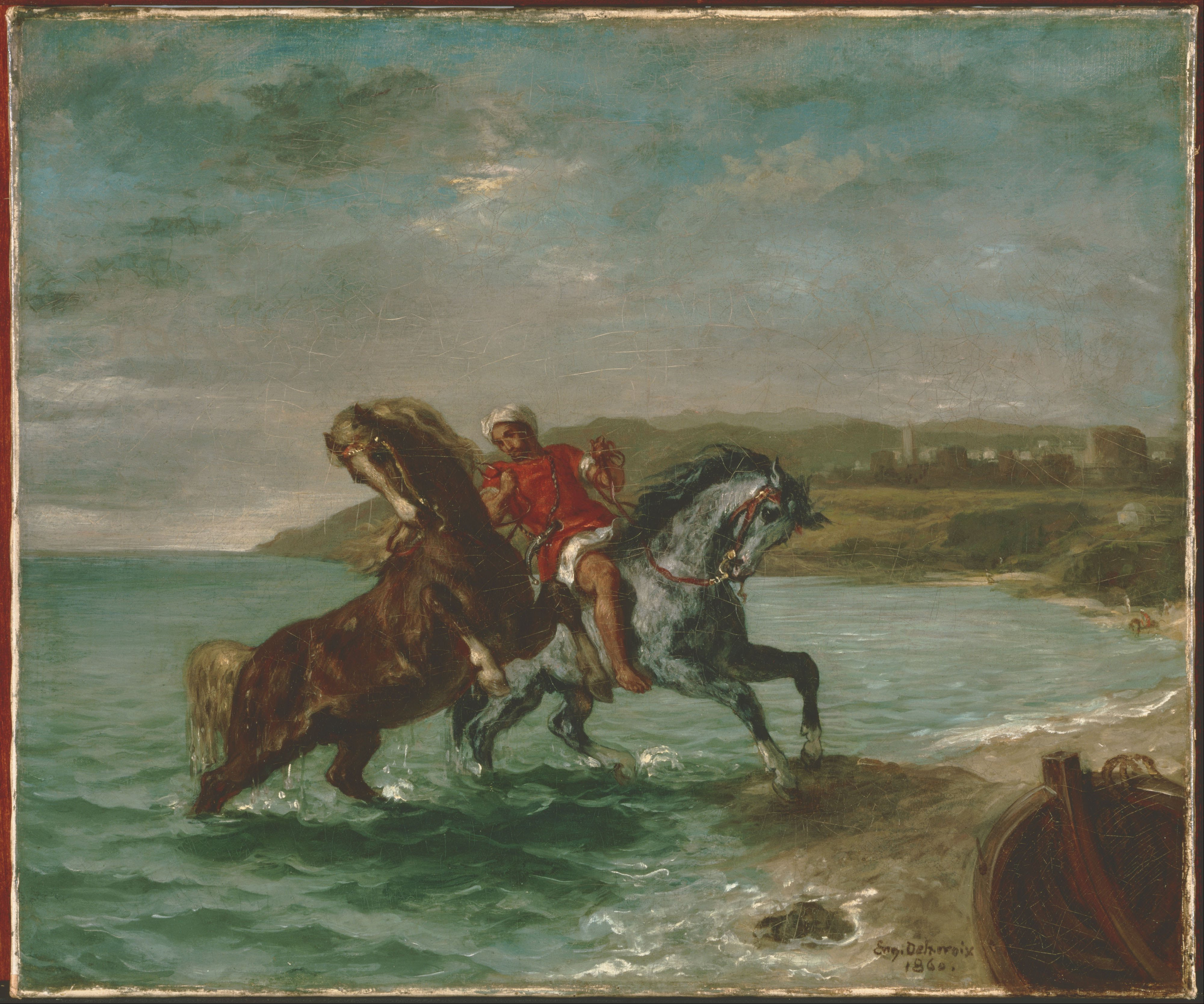
Horses Leaving the Sea, 1860, The Phillips Collection
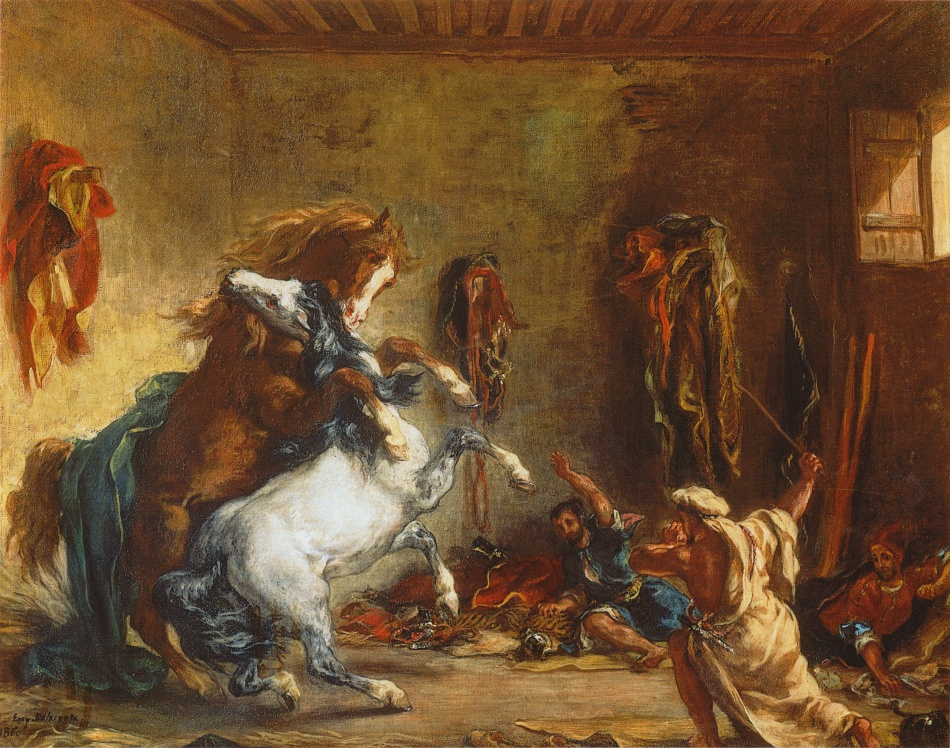
Cavalos árabes lutando em um estábulo, 1860
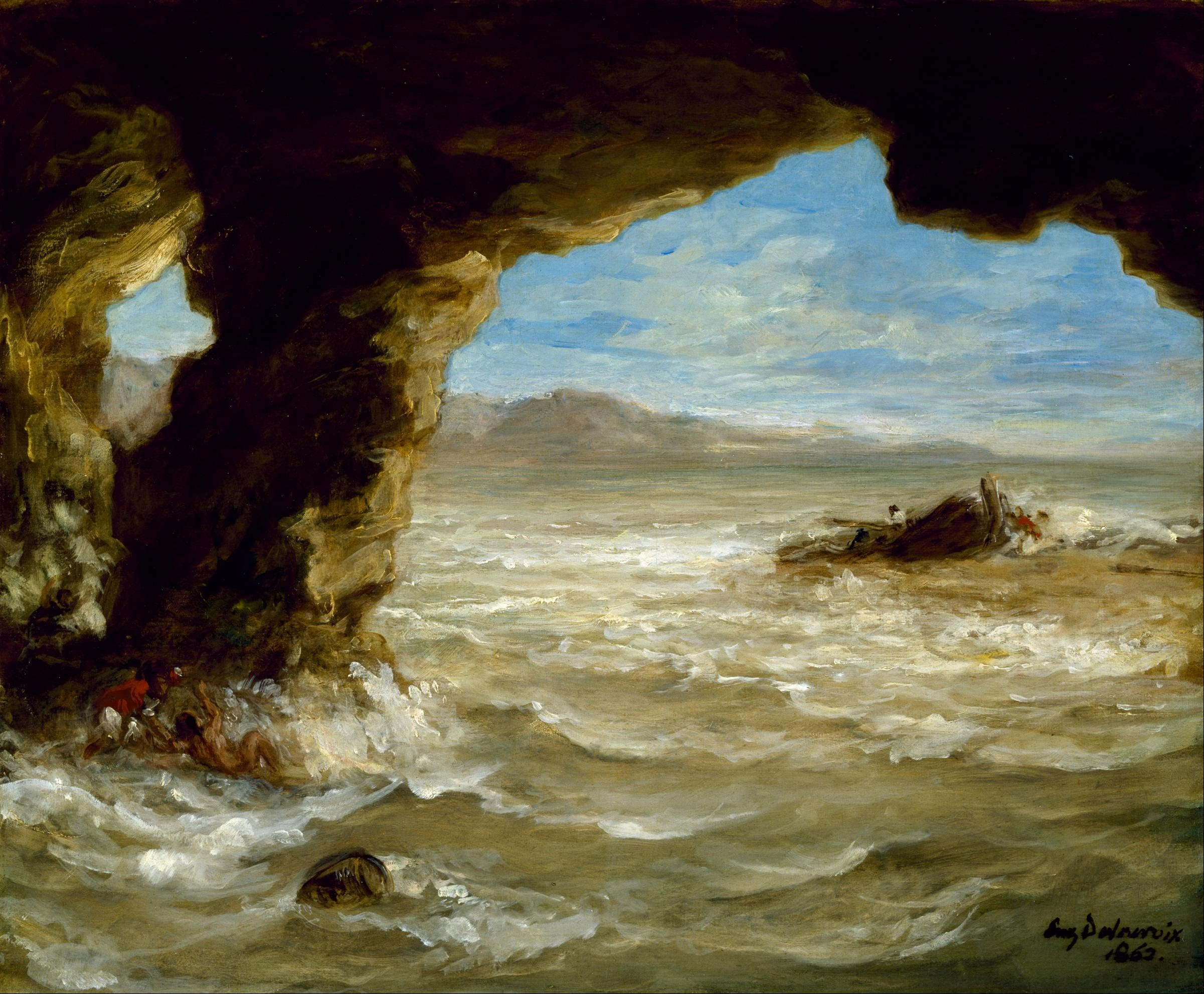
Naufrágio na costa, 1862, Museum of Fine Arts, Houston
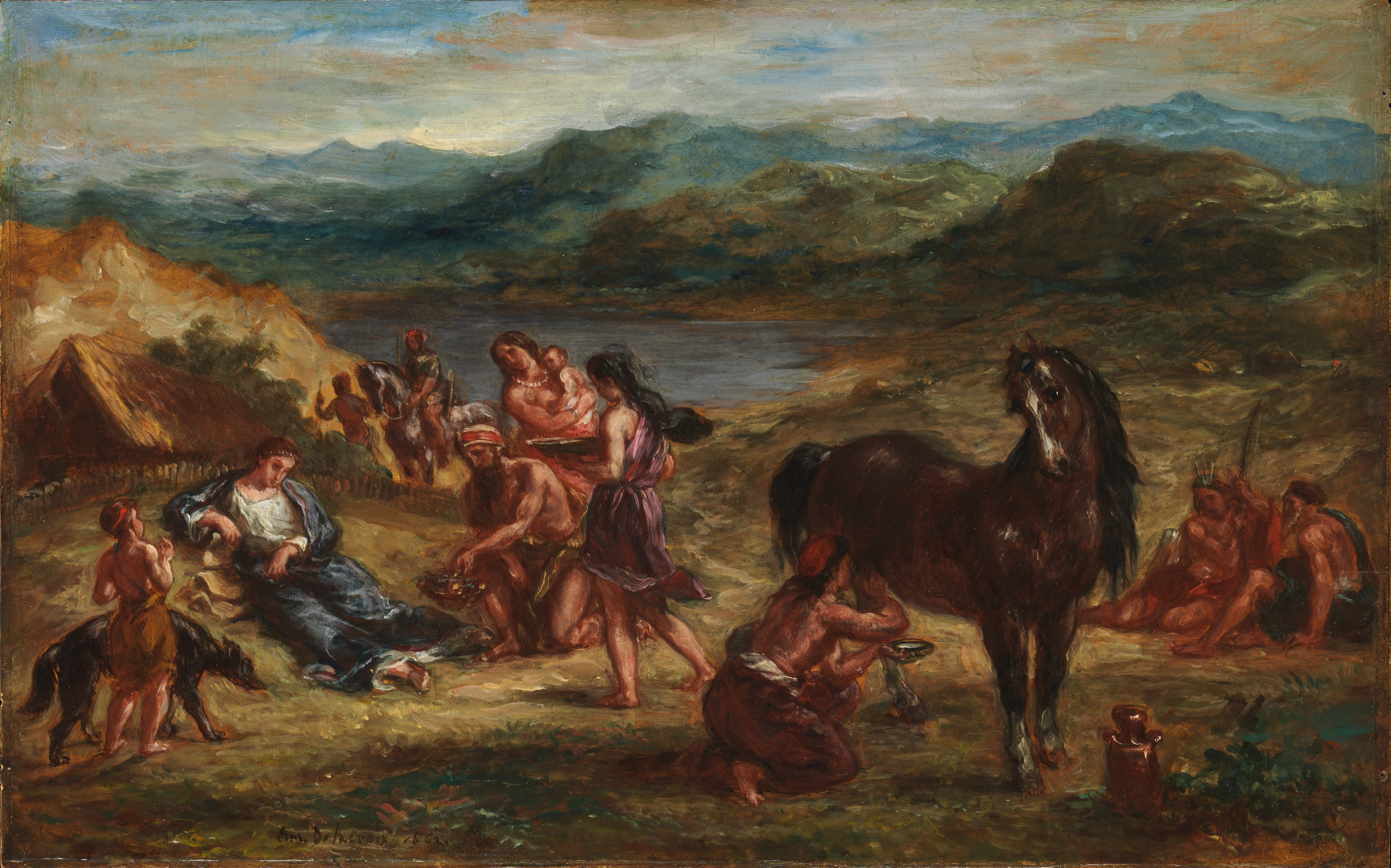
Ovídio entre os citas, 1862, versão no Metropolitan Museum of Art
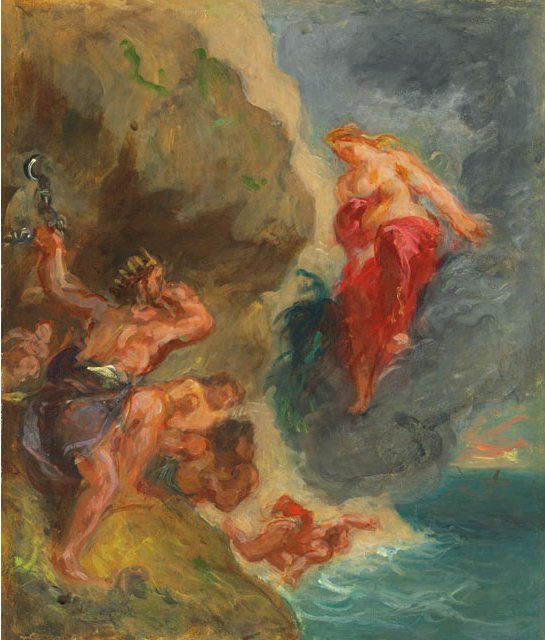
Inverno: Juno e Éolo, 1856, coleção particular (esboço para pintura) no Museu de Arte de São Paulo
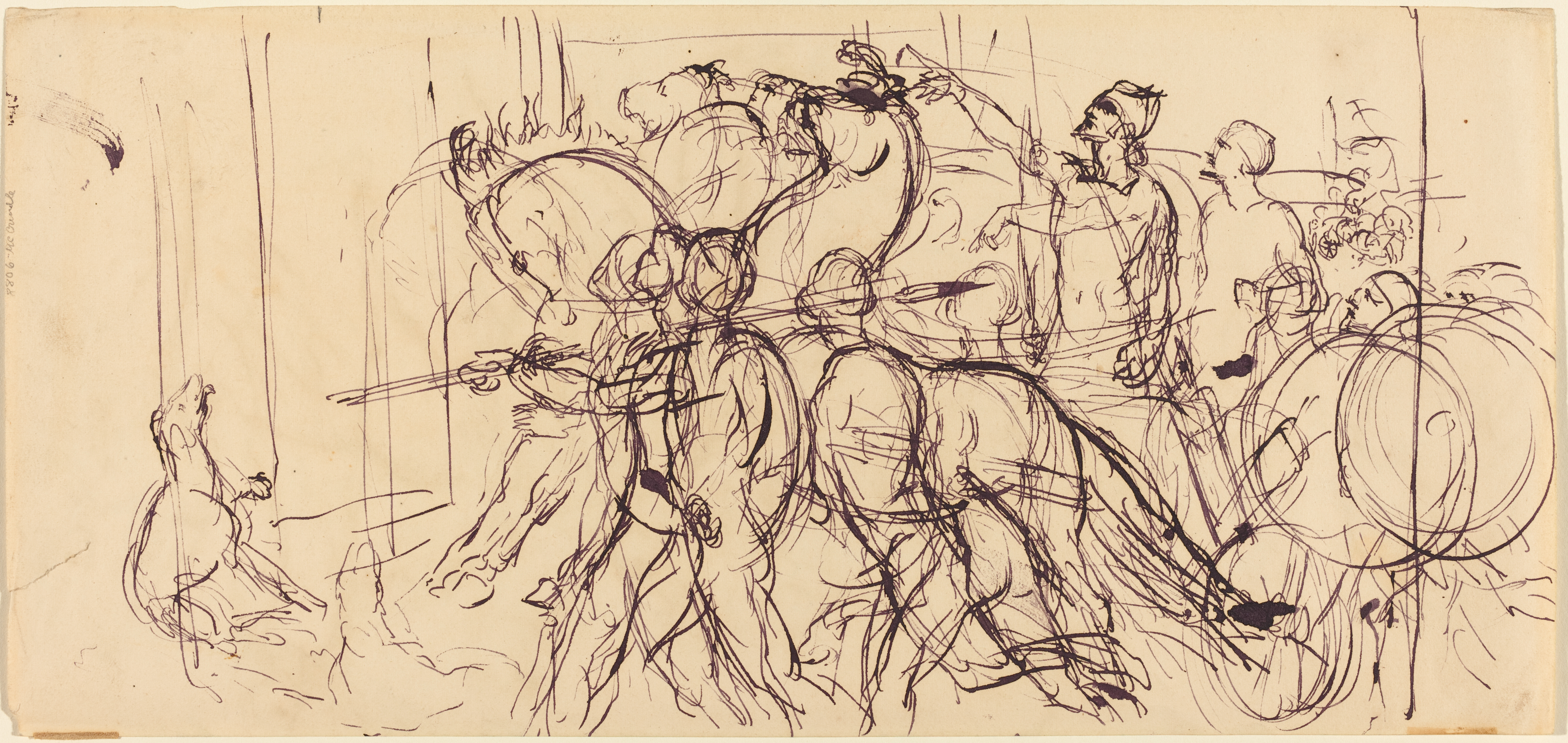
Cocheiros, caneta e tinta sobre papel, National Gallery of Art

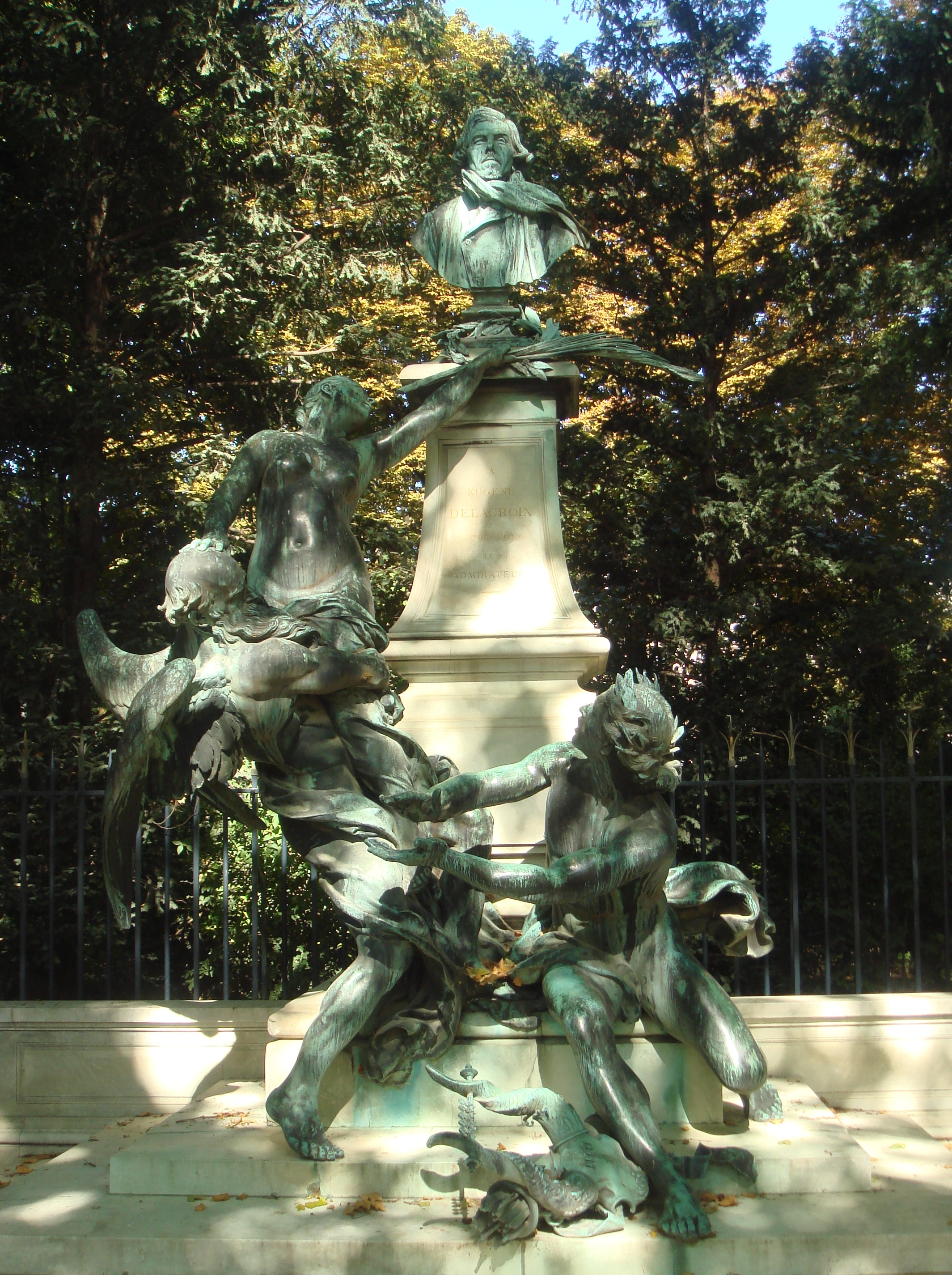
Monumento a Delacroix, no Jardin du Luxembourg

## Legado

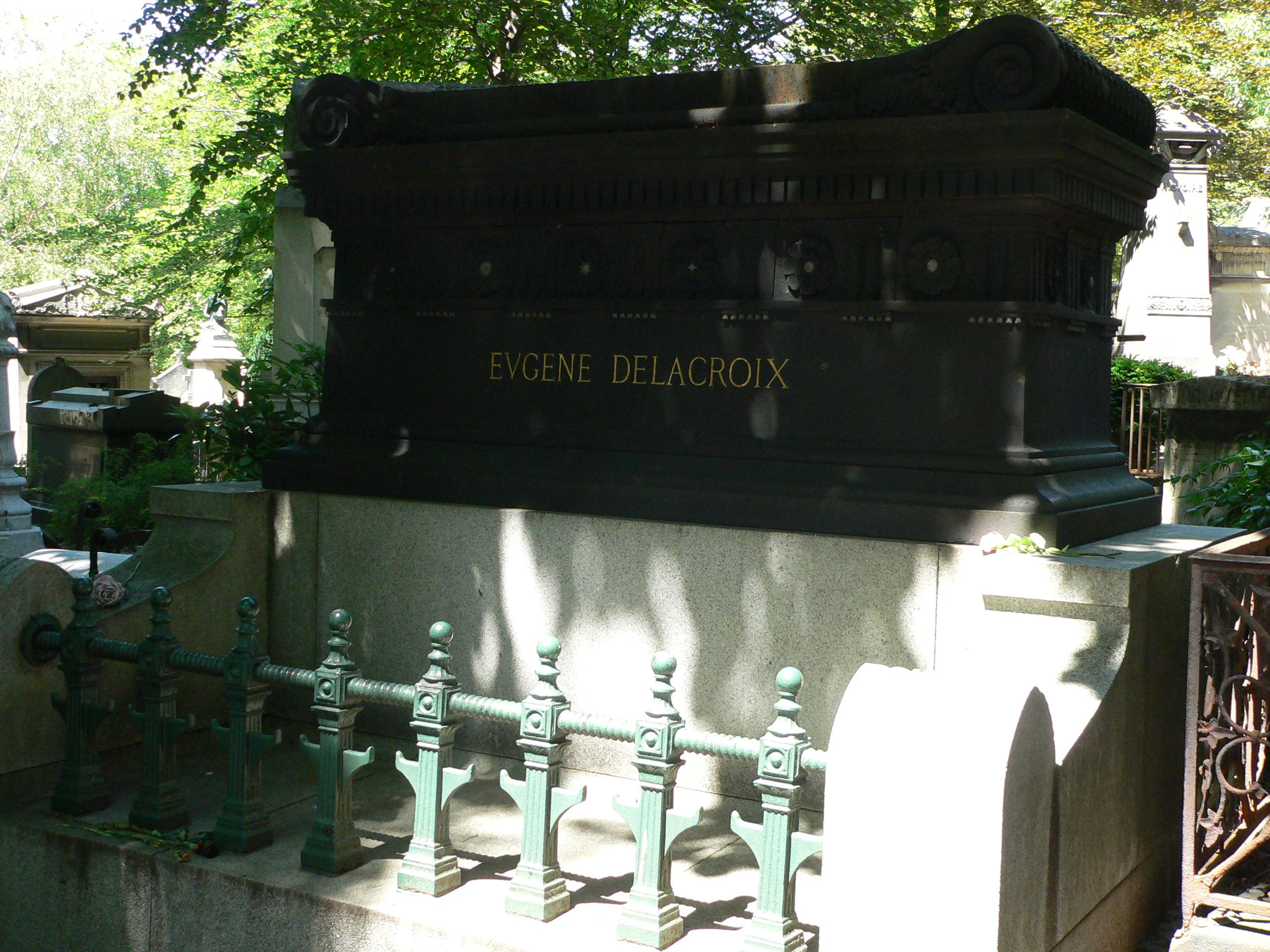
Tumba de Delacroix no cemitério Père Lachaise

Na venda de sua obra em 1864, 9 140 obras foram atribuídas a Delacroix, incluindo 853 pinturas, 1 525 pastels e aquarelas, 6 629 desenhos, 109 litografias e mais de 60 cadernos de esboços. A quantidade e a qualidade dos desenhos, sejam feitos para fins construtivos ou para capturar um movimento espontâneo, ressaltaram sua explicação: "A cor sempre me ocupa, mas o desenho me preocupa". Delacroix produziu vários autorretratos finos e vários retratos memoráveis que parecem ter sido feitos puramente por prazer, entre os quais o retrato do colega artista Barão Schwiter, um pequeno óleo inspirado do violinista Niccolò Paganini e o Retrato de Frédéric Chopin e George Sand, um retrato duplo de seus amigos, o compositor Frédéric Chopin e o escritor George Sand; a pintura foi cortada após sua morte, mas os retratos individuais sobreviveram.
Na ocasião, Delacroix pintou paisagens puras (The Sea at Dieppe, 1852) e naturezas mortas (Still Life with Lobsters, 1826-27), ambas apresentando a execução virtuosa de suas obras baseadas em figuras. Ele também é conhecido por seu Journal, no qual deu uma expressão eloquente aos seus pensamentos sobre arte e vida contemporânea.
Uma geração de impressionistas foi inspirada pelo trabalho de Delacroix. Renoir e Manet fizeram cópias de suas pinturas, e Degas comprou o retrato do Barão Schwiter para sua coleção particular. A sua pintura na igreja de Saint-Sulpice foi considerada a "melhor pintura mural da sua época".
O artista contemporâneo chinês Yue Minjun criou sua própria interpretação da pintura Massacre de Chios, de Delacroix, que mantém o mesmo nome. A pintura de Yue Minjun foi vendida na Sotheby's por quase US$ 5,9 milhões em 2007.
Seu desenho a lápis Moorish Conversation on a Terrace foi descoberto como parte do Munich Art Hoard.

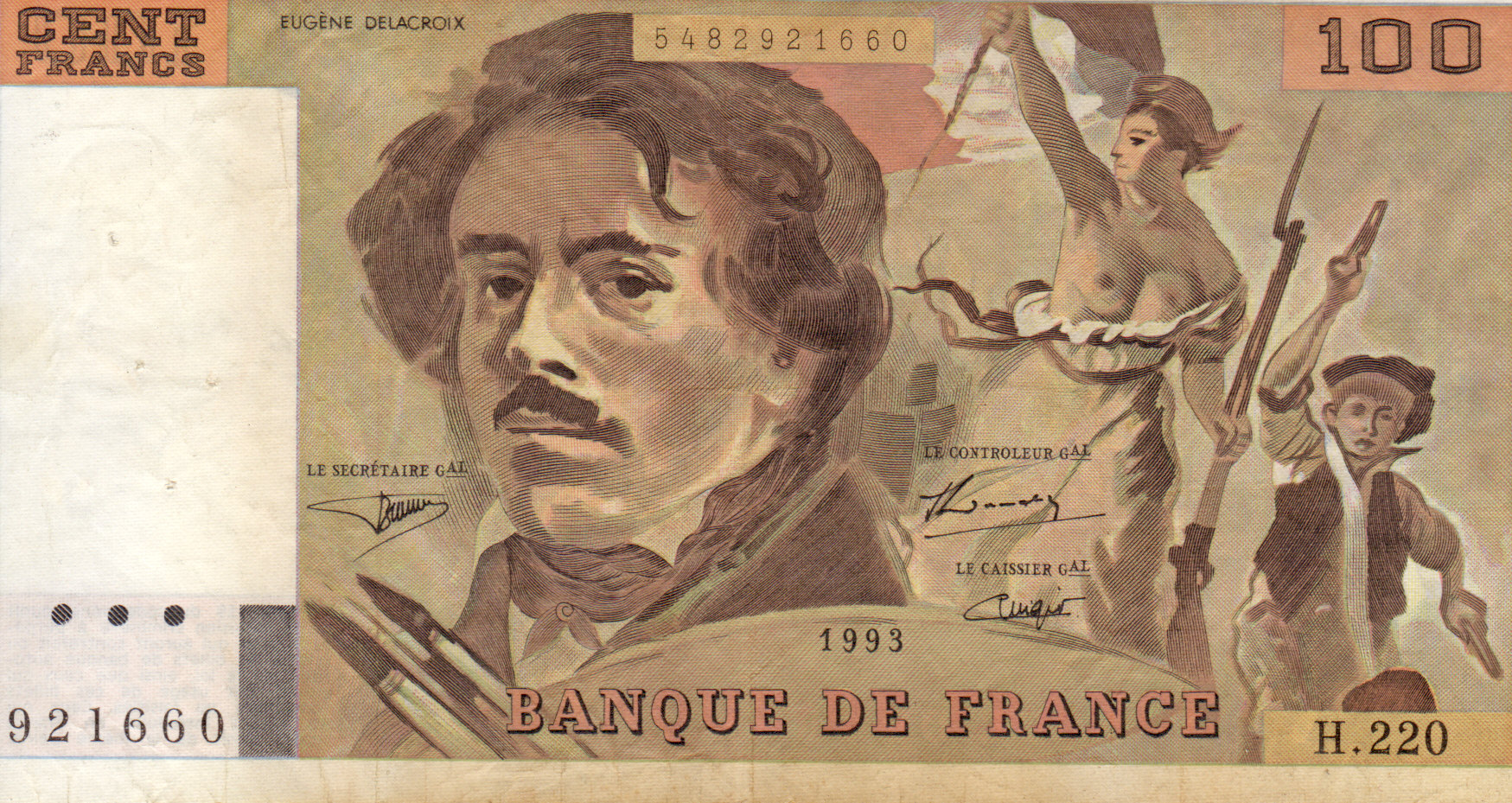
Nota de banco de 100 francos franceses, 1993